# Voyager 1
Voyager 1 là tàu thăm dò không gian được NASA phóng vào ngày 5 tháng 9 năm 1977, như một phần của chương trình Voyager nhằm nghiên cứu vòng ngoài Hệ Mặt Trời và môi trường liên sao bên ngoài thái dương quyển của Mặt Trời. Được phóng lên 16 ngày sau thời điểm Voyager 2 được phóng, Voyager 1 đã hoạt động được 47 năm, 6 tháng, 19 ngày tính đến 02:37, 25 tháng 3 năm 2025 UTC [refresh]. Nó giao tiếp thông qua Mạng lưới giám sát Không gian Sâu NASA để nhận các lệnh thông thường và truyền dữ liệu về Trái Đất. Dữ liệu khoảng cách và vận tốc theo thời gian thực được cung cấp bởi NASA và JPL. Tính đến tháng 8 năm 2023, Voyager 1 được xác định là ở khoảng cách 161 AU (24 tỷ km; 15 tỷ mi) tính từ Trái Đất. Nó là vật thể nhân tạo ở xa Trái Đất nhất.
Tàu thăm dò đã thực hiện các chuyến bay ngang qua Sao Mộc, Sao Thổ và vệ tinh tự nhiên lớn nhất của Sao Thổ, Titan. NASA có quyền lựa chọn thực hiện chuyến bay ngang qua Sao Diêm Vương hoặc Titan; việc khám phá vệ tinh tự nhiên được ưu tiên vì nó được biết là có bầu khí quyển đáng kể. Voyager 1 đã nghiên cứu thời tiết, từ trường và hệ thống vành đai của hai hành tinh khí khổng lồ và là tàu thăm dò đầu tiên cung cấp hình ảnh chi tiết về các vệ tinh của chúng.
Là một phần của chương trình Voyager và giống như tàu chị em của nó Voyager 2, sứ mệnh mở rộng của tàu vũ trụ là xác định và nghiên cứu các khu vực cũng như ranh giới của vòng xoắn ốc bên ngoài và bắt đầu khám phá môi trường giữa các vì sao. Voyager 1 đã vượt qua nhật tạm và đi vào môi trường liên sao vào ngày 25 tháng 8 năm 2012, khiến nó trở thành tàu vũ trụ đầu tiên làm được điều đó. Hai năm sau, Voyager 1 bắt đầu trải qua "làn sóng thần" thứ ba do sự phun trào nhật hoa từ Mặt Trời, điều đó tiếp tục kéo dài ít nhất đến ngày 15 tháng 12 năm 2014, xác nhận thêm rằng tàu thăm dò thực sự ở trong môi trường liên sao.
Để minh chứng thêm cho sức mạnh của Voyager 1, nhóm Voyager đã thử nghiệm bộ đẩy điều chỉnh quỹ đạo (TCM) của tàu vũ trụ vào cuối năm 2017 (lần đầu tiên những bộ đẩy này được phóng kể từ năm 1980), một dự án cho phép sứ mệnh được kéo dài thêm hai đến ba năm. Sứ mệnh mở rộng của Voyager 1 dự kiến sẽ tiếp tục cho đến khoảng năm 2025, khi các máy phát nhiệt điện đồng vị phóng xạ (RTG) của nó sẽ không còn cung cấp đủ năng lượng điện để vận hành các thiết bị khoa học của nó nữa.
Ngày 12 tháng 12 năm 2023, NASA thông báo rằng hệ thống dữ liệu chuyến bay Voyager 1's không thể sử dụng bộ điều chế đo từ xa, ngăn nó truyền dữ liệu khoa học. Ngày 18 tháng 4 năm 2024, NASA đã triển khai một giải pháp thay thế và quá trình truyền dữ liệu đã được tiếp tục lại hai ngày sau đó.

## Bối cảnh nhiệm vụ

### Lịch sử
Vào những năm 1960, một Chuyến tham quan lớn (Grand Tour) để nghiên cứu các hành tinh bên ngoài đã được đề xuất khiến NASA bắt đầu thực hiện sứ mệnh vào đầu những năm 1970. Những thông tin thu được từ tàu Pioneer 10 sẽ giúp các kĩ sư của Voyager thiết kế con tàu sao cho nó có thể chống chịu tốt hơn môi trường bức xạ cực mạnh quanh Sao Mộc. Tuy nhiên, ngay trước khi ra mắt, các dải lá nhôm dùng cho nhà bếp đã được áp dụng cho một số loại cáp nhất định để tăng cường khả năng che chắn bức xạ hơn nữa.
Ban đầu, Voyager 1 được dự định là tàu Mariner 11 thuộc chương trình Mariner. Do ngân sách bị cắt giảm, quy mô của phi vụ đã bị thu nhỏ lại thành chuyến bay ngang qua Sao Mộc và Sao Thổ và đổi tên thành tàu thăm dò Sao Mộc–Sao Thổ Mariner. Khi chương trình tiến triển, tên này sau đó được đổi thành Voyager, vì thiết kế tàu thăm dò bắt đầu khác biệt đáng kể so với các sứ mệnh Mariner trước đó.

### Các linh kiện của tàu vũ trụ

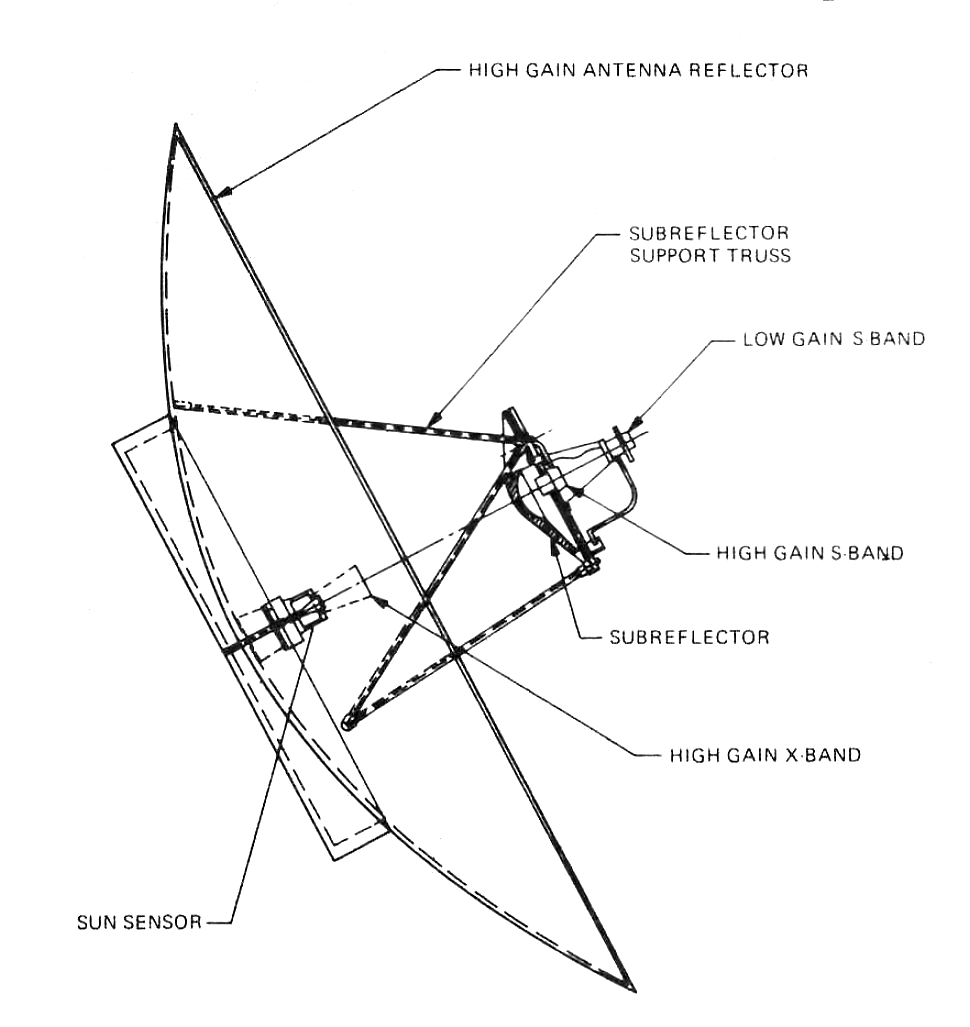
Sơ đồ ăngten chính của tàu Voyager 1.

Voyager 1 được chế tạo bởi Phòng Thí nghiệm Sức đẩy Phản lực của NASA. Nó có 16 máy đẩy hydrazin, con quay hồi chuyển ổn định ba trục và các thiết bị tham chiếu để giữ ăngten vô tuyến của tàu thăm dò hướng về Trái Đất. Nói chung, các công cụ này là một phần của Hệ thống con kiểm soát thái độ và khớp nối (AACS), cùng với các đơn vị dự phòng của hầu hết các công cụ và 8 bộ đẩy dự phòng. Con tàu còn được trang bị 11 thiết bị khoa học để nghiên cứu các vật thể như hành tinh khi nó di chuyển trong không gian.

#### Hệ thống liên lạc
Hệ thống liên lạc radio của tàu Voyager 1 được thiết kế để sử dụng trong và ngoài giới hạn của Hệ Mặt Trời. Hệ thống bao gồm một ăngten Cassegrain có đường kính 3,7 mét (12 ft) để gửi và nhận sóng vô tuyến thông qua ba trạm Mạng không gian sâu trên Trái Đất. Con tàu thường truyền dữ liệu về Trái Đất qua Mạng không gian sâu Kênh 18, sử dụng tần số 2,3 GHz hoặc 8,4 GHz, trong khi tín hiệu từ Trái Đất đến Voyager được truyền ở tần số 2,1 GHz.
Khi Voyager 1 không thể liên lạc trực tiếp được với Trái Đất, những băng ghi dữ liệu kĩ thuật số (Digital Tape Recorder, DTR) của nó có thể ghi khoảng 67 megabyte dữ liệu để truyền về Trái Đất ở thời điểm khác. Tính đến năm 2023, tín hiệu từ Voyager 1 mất 22 tiếng để đến Trái Đất.

#### Động cơ
Voyager 1 có ba máy phát nhiệt điện đồng vị phóng xạ (RTG) gắn trên một xà kim loại. Mỗi MHW-RTG chứa 24 viên nén plutoni-238 oxide hình cầu.  Các RTG tạo ra khoảng 470 W điện năng vào thời điểm phóng, phần còn lại bị tiêu tán dưới dạng nhiệt thải. Sản lượng điện của RTG giảm dần theo thời gian do chu kỳ bán rã 87,7 năm của nhiên liệu (238Pu) và sự xuống cấp của các cặp nhiệt điện, nhưng RTG của tàu sẽ tiếp tục hỗ trợ một số hoạt động của nó cho đến năm 2025.

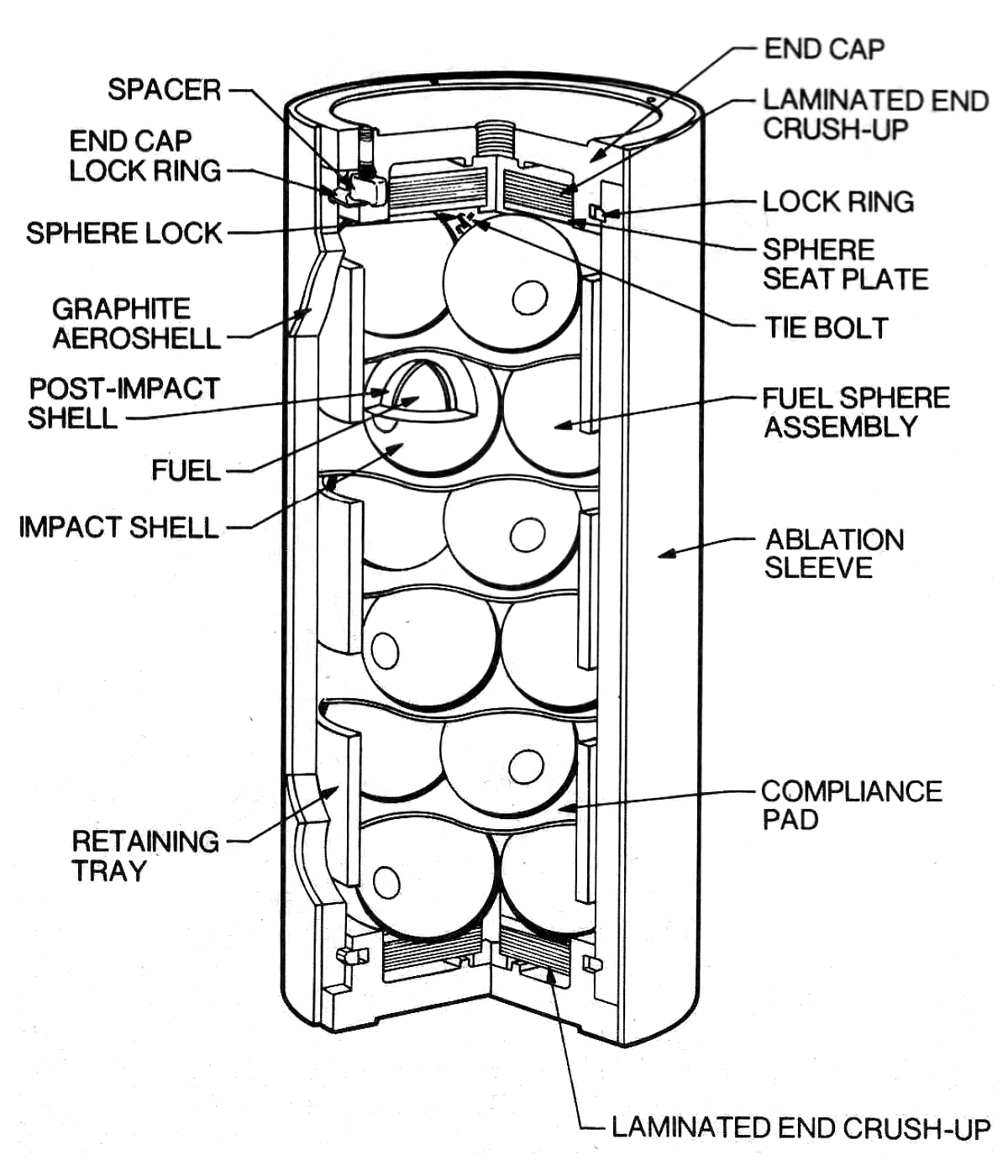
Sơ đồ hộp chứa nhiên liệu của các máy phát RTG, cho thấy cấu tạo của những viên plutoni-238 oxide.
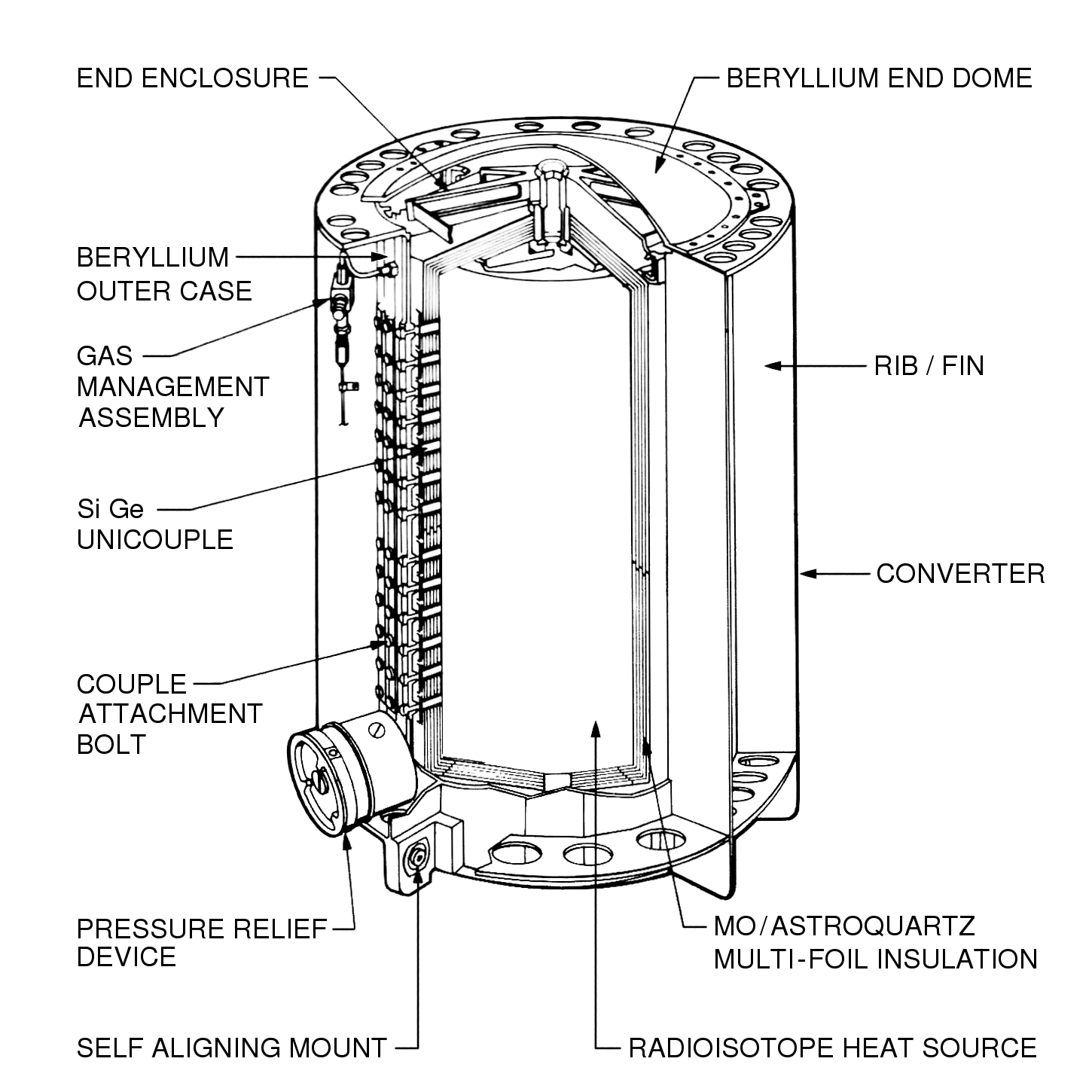
Sơ đồ phần vỏ của máy phát RTG, cho thấy các cặp nhiệt điện silic–germani.
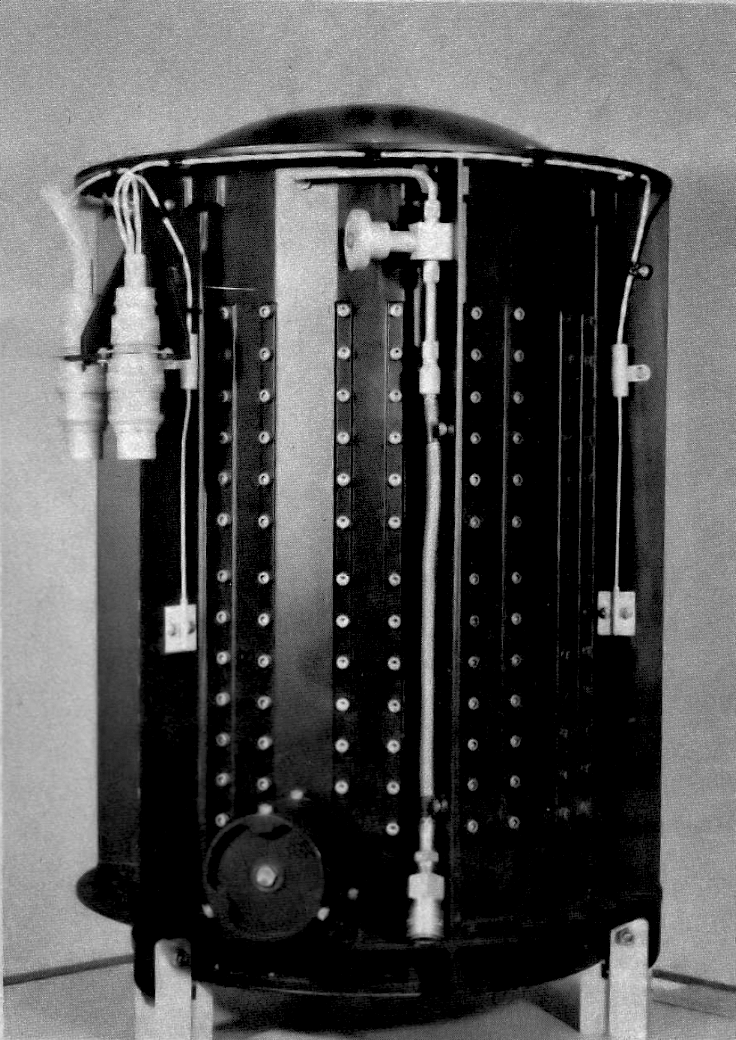
Mô hình của một máy phát RTG.

#### Hệ thống máy tính
Không giống như các thiết bị trên tàu thăm dò khác, hoạt động của camera đối với ánh sáng khả kiến không tự chủ mà được điều khiển bởi bảng thông số hình ảnh có trong một trong số máy tính kỹ thuật số trên tàu thăm dò, Hệ thống con dữ liệu chuyến bay (FDS). Từ những năm 1990, hầu hết các tàu thăm dò không gian đều được trang bị camera hoàn toàn tự động.
Hệ thống con lệnh máy tính (CCS) điều khiển các camera. CCS chứa các chương trình máy tính cố định, chẳng hạn như giải mã lệnh, quy trình phát hiện lỗi và sửa lỗi, quy trình hướng ăngten và quy trình giải trình tự tàu vũ trụ. Máy tính này là phiên bản cải tiến của chiếc được sử dụng trên tàu vũ trụ Viking những năm 1970.
Hệ thống con kiểm soát thái độ và khớp nối (AACS) kiểm soát hướng của tàu vũ trụ (thái độ của nó). Nó giữ cho ăngten có mức tăng cao hướng về Trái Đất, kiểm soát các thay đổi về thái độ và hướng nền tảng quét. Hệ thống AACS được xây dựng tùy chỉnh trên cả hai Voyager đều giống nhau.

#### Thiết bị khoa học
| Máy ảnh góc hẹp | Máy ảnh góc hẹp | Máy ảnh góc hẹp | Máy ảnh góc hẹp |
| Tên             | Bước sóng       | Quang phổ       | Độ nhạy         |
| --------------- | --------------- | --------------- | --------------- |
| 0 - Trắng       | 280–640 nm      |                 |                 |
| 4 - Trắng       | 280–640 nm      |                 |                 |
| 7 - UV          | 280–370 nm      |                 |                 |
| 1 - Tím         | 350–450 nm      |                 |                 |
| 2 - Xanh dương  | 430–530 nm      |                 |                 |
| 5 - Xanh lá     | 530–640 nm      |                 |                 |
| 6 - Xanh lá     | 530–640 nm      |                 |                 |
| 3 - Cam         | 590–640 nm      |                 |                 |

| Máy ảnh góc rộng | Máy ảnh góc rộng | Máy ảnh góc rộng | Máy ảnh góc rộng |
| Tên              | Bước sóng        | Quang phổ        | Độ nhạy          |
| ---------------- | ---------------- | ---------------- | ---------------- |
| 2 - Trắng        | 280–640 nm       |                  |                  |
| 3 - Tím          | 350–450 nm       |                  |                  |
| 1 - Xanh dương   | 430–530 nm       |                  |                  |
| 6 - CH4-U        | 536–546 nm       |                  |                  |
| 5 - Xanh lá      | 530–640 nm       |                  |                  |
| 4 - Na-D         | 588–590 nm       |                  |                  |
| 7 - Cam          | 590–640 nm       |                  |                  |
| 0 - CH4-JST      | 614–624 nm       |                  |                  |

| Máy ảnh góc hẹp | Máy ảnh góc hẹp | Máy ảnh góc hẹp | Máy ảnh góc hẹp |
| Tên             | Bước sóng       | Quang phổ       | Độ nhạy         |
| --------------- | --------------- | --------------- | --------------- |
| 0 - Trắng       | 280–640 nm      |                 |                 |
| 4 - Trắng       | 280–640 nm      |                 |                 |
| 7 - UV          | 280–370 nm      |                 |                 |
| 1 - Tím         | 350–450 nm      |                 |                 |
| 2 - Xanh dương  | 430–530 nm      |                 |                 |
| 5 - Xanh lá     | 530–640 nm      |                 |                 |
| 6 - Xanh lá     | 530–640 nm      |                 |                 |
| 3 - Cam         | 590–640 nm      |                 |                 |

| Máy ảnh góc rộng | Máy ảnh góc rộng | Máy ảnh góc rộng | Máy ảnh góc rộng |
| Tên              | Bước sóng        | Quang phổ        | Độ nhạy          |
| ---------------- | ---------------- | ---------------- | ---------------- |
| 2 - Trắng        | 280–640 nm       |                  |                  |
| 3 - Tím          | 350–450 nm       |                  |                  |
| 1 - Xanh dương   | 430–530 nm       |                  |                  |
| 6 - CH4-U        | 536–546 nm       |                  |                  |
| 5 - Xanh lá      | 530–640 nm       |                  |                  |
| 4 - Na-D         | 588–590 nm       |                  |                  |
| 7 - Cam          | 590–640 nm       |                  |                  |
| 0 - CH4-JST      | 614–624 nm       |                  |                  |

Để biết thêm chi tiết về các gói thiết bị giống hệt nhau của tàu thăm dò không gian Du hành, hãy xem bài viết riêng về Chương trình Voyager tổng thể.
Hình ảnh tàu vũ trụ
- Voyager 1 trong buồng mô phỏng không gian
- Bản Ghi Mạ Vàng được gắn vào Voyager 1
- Edward C. Stone, cựu gián đốc NASA JPL, đứng trước mô hình tàu vũ trụ Voyager
- Vị trí các dụng cụ khoa học được chỉ ra trên sơ đồ

 Tư liệu liên quan tới tàu vũ trụ Voyager tại Wikimedia Commons

## Hồ sơ phi vụ

### Dòng thời gian của chuyến du hành
| Quỹ đạo của Voyager 1 nhìn từ Trái Đất, tách ra khỏi hoàng đạo năm 1981 tại Sao Thổ và hiện đang hướng vào chòm sao Xà Phu. |

| Ngày                 | Sự kiện                                                              |
| -------------------- | -------------------------------------------------------------------- |
| 5 tháng 9 năm 1977   | Tàu vũ trụ được phóng lúc 12:56:00 UTC.                              |
| 10 tháng 12 năm 1977 | Đã đi vào vành đai tiểu hành tinh.                                   |
| 19 tháng 12 năm 1977 | Voyager 1 vượt qua Voyager 2. (Xem sơ đồ)                            |
| 8 tháng 9 năm 1978   | Thoát khỏi vành đai tiểu hành tinh.                                  |
| 6 tháng 1 năm 1979   | Bắt đầu giai đoạn quan sát Sao Mộc.                                  |
| 5 tháng 3 năm 1979   | Tiếp cận hệ thống vệ tinh tự nhiên của Sao Mộc.                      |
| 006:54               | Bay ngang qua Amalthea ở khoảng cách 420.200 km.                     |
| 012:05:26            | Tiếp cận Sao Mộc gần nhất ở khoảng cách 348.890 km tính từ tâm khối. |
| 015:14               | Bay ngang qua Io ở khoảng cách 20.570 km.                            |
| 018:19               | Bay ngang qua Europa ở khoảng cách 733.760 km.                       |
| 6 tháng 3 năm 1979   |                                                                      |
| 002:15               | Bay ngang qua Ganymede ở khoảng cách 114.710 km.                     |
| 017:08               | Bay ngang qua Callisto ở khoảng cách 126.400 km.                     |
| 3 tháng 4 năm 1979   | Kết thúc giai đoạn.                                                  |
| 22 tháng 8 năm 1980  | Bắt đầu giai đoạn quan sát Sao Thổ.                                  |
| 12 tháng 11 năm 1980 | Tiếp cận hệ thống vệ tinh tự nhiên của Sao Thổ.                      |
| 005:41:21            | Bay ngang qua Titan ở khoảng cách 6.490 km.                          |
| 022:16:32            | Bay ngang qua Tethys ở khoảng cách 415.670 km.                       |
| 023:46:30            | Tiếp cận Sao Thổ gần nhất ở khoảng cách 184.300 km tính từ tâm khối. |
| 13 tháng 11 năm 1980 |                                                                      |
| 001:43:12            | Bay ngang qua Mimas ở khoảng cách 88.440 km.                         |
| 001:51:16            | Bay ngang qua Enceladus ở khoảng cách 202.040 km.                    |
| 006:21:53            | Bay ngang qua Rhea ở khoảng cách 73.980 km.                          |
| 016:44:41            | Bay ngang qua Hyperion ở khoảng cách 880.440 km.                     |
| 14 tháng 11 năm 1980 | Kết thúc giai đoạn.                                                  |
| 14 tháng 11 năm 1980 | Bắt đầu nhiệm vụ mở rộng.                                            |

| Nhiệm vụ mở rộng     | Nhiệm vụ mở rộng |
| -------------------- | --- |
| 14 tháng 2 năm 1990  | Những hình ảnh cuối cùng của chương trình Voyager được Voyager 1 thu thập để tạo ra hình ảnh Family Portrait.                                                                               |
| 17 tháng 2 năm 1998  | Voyager 1 vượt qua Pioneer 10, trở thành tàu vũ trụ ở xa Mặt Trời nhất, ở khoảng cách 69.419 AU. Voyager 1 đang di chuyển ra xa Mặt Trời với tốc độ hơn 1 AU mỗi năm, nhanh hơn Pioneer 10. |
| 17 tháng 12 năm 2004 | Vượt qua cú shock kết thúc (termination shock) ở 94 AU và đi vào nhật quyển. |
| 2 tháng 2 năm 2007   | Chấm dứt hoạt động của hệ thống con plasma. |
| 11 tháng 4 năm 2007  | Hệ thống sưởi phụ plasma đã ngừng hoạt động. |
| 16 tháng 1 năm 2008  | Chấm dứt hoạt động thí nghiệm thiên văn vô tuyến hành tinh. |
| 25 tháng 8 năm 2012  | Vượt qua nhật tạm ở 121 AU và bắt đầu đi vào môi trường liên sao. |
| 7 tháng 7 năm 2014   | Thăm dò xác nhận thêm là trong môi trường liên sao. |
| 19 tháng 4 năm 2016  | Chấm dứt hoạt động của máy quang phổ tia cực tím. |
| 28 tháng 11 năm 2017 | Máy đẩy "Điều chỉnh quỹ đạo" (TCM) được thử nghiệm trong lần sử dụng đầu tiên kể từ tháng 11 năm 1980.                                                                                      |
| 14 tháng 7 năm 2022  | Voyager 1 đã đạt được khoảng cách 23,381 tỷ km (14,528 tỷ mi; 156,29 AU) tính từ Trái Đất và 23,483 tỷ km (14,592 tỷ mi; 156,97 AU) tính từ Mặt Trời.                                       |

### Phóng và quỹ đạo

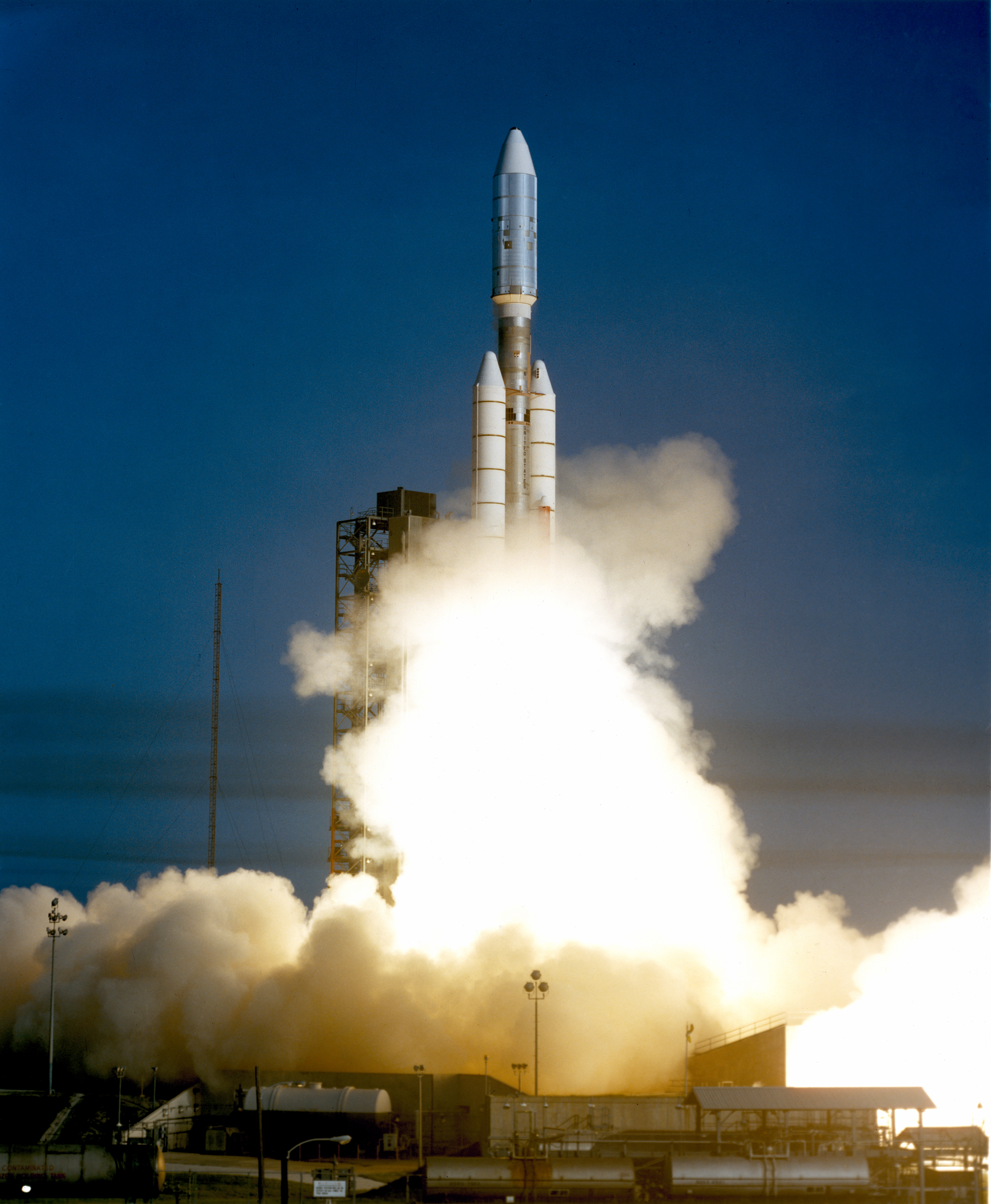
Voyager 1 cất cánh trên tên lửa Titan IIIE.

Hoạt hình quỹ đạo của Voyager 1 từ tháng 9 năm 1977 đến ngày 31 tháng 12 năm 1981.
Voyager 1·
Trái Đất·
Sao Mộc·
Sao Thổ·
Mặt Trời

Tàu thăm dò Voyager 1 được phóng vào ngày 5 tháng 9 năm 1977, từ Tổ hợp phóng 41 tại Trạm không quân Mũi Canaveral, trên một tên lửa đẩy Titan IIIE. Tàu thăm dò Voyager 2 đã được phóng trước đó hai tuần, vào ngày 20 tháng 8 năm 1977. Mặc dù được phóng muộn hơn, nhưng Voyager 1 đã đến được cả Sao Mộc và Sao Thổ sớm hơn, theo quỹ đạo ngắn hơn.
Vụ phóng của Voyager 1 gần như thất bại vì tầng thứ hai LR-91 của Titan ngừng hoạt động sớm, khiến 1.200 pound (540 kg) thuốc phóng không cháy hết. Nhận thấy sự thiếu sót, các máy tính trên tầng Centaur đã ra lệnh đốt cháy lâu hơn nhiều so với kế hoạch để bù đắp. Centaur đã mở rộng khả năng đốt cháy của chính mình và có thể cung cấp cho Voyager 1 vận tốc bổ sung cần thiết. Khi dừng lại, Centaur chỉ còn 3,4 giây nữa là hết thuốc phóng. Nếu thất bại tương tự xảy ra trong quá trình phóng Voyager 2 vài tuần trước đó, Centaur sẽ hết thuốc phóng trước khi tàu thăm dò đạt đến quỹ đạo chính xác. Sao Mộc ở vị trí thuận lợi hơn so với Trái Đất trong quá trình phóng Voyager 1 so với thời điểm phóng Voyager 2.
Quỹ đạo ban đầu của Voyager 1 có điểm viễn nhật là 8,9 AU (830 triệu mi), chỉ kém một chút so với quỹ đạo của Sao Thổ là 9,5 AU (880 triệu mi). Quỹ đạo ban đầu của Voyager 2 có điểm viễn nhật là 6,2 AU (580 triệu mi), rất thấp so với quỹ đạo của Sao Thổ.

### Bay ngang qua Sao Mộc

Hoạt hình quỹ đạo của Voyager 1 quanh Sao Mộc.
Voyager 1·
Sao Mộc·
Io·
Europa·
Ganymede·
Callisto

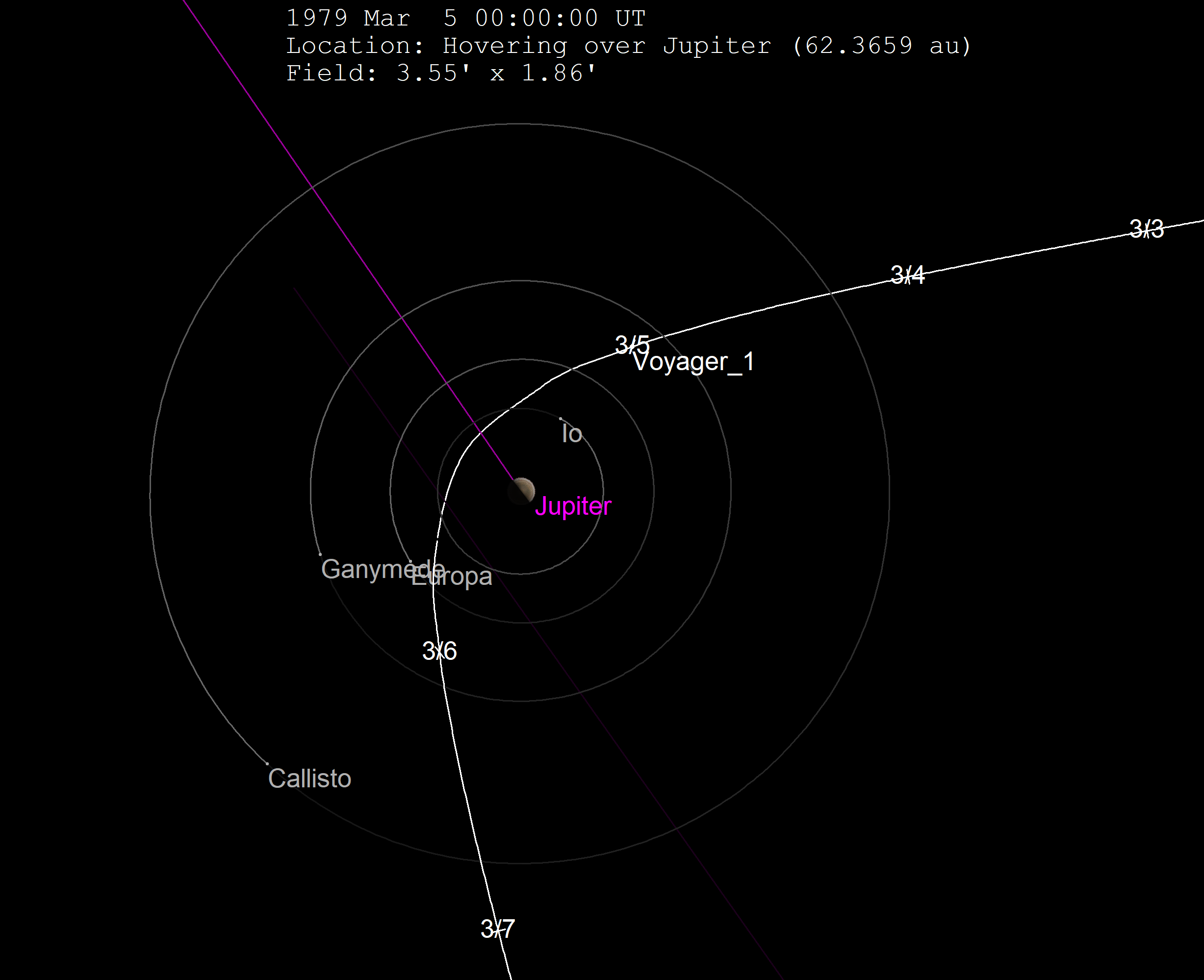
Quỹ đạo của Voyager 1 qua hệ Sao Mộc.

Voyager 1 bắt đầu chụp ảnh Sao Mộc tháng 1 năm 1979. Lần tiếp cận gần nhất của nó với Sao Mộc diễn ra ngày 5 tháng 3 năm 1979, ở khoảng cách khoảng 349.000 kilômét (217.000 mi) từ tâm hành tinh. Vì có được độ phân giải hình ảnh lớn hơn khi tiếp cận gần hơn, đa số các quan sát vệ tinh, vành đai, từ trường, và môi trường vành đai bức xạ của hệ Sao Mộc được thực hiện trong giai đoạn 48 giờ trong lần tiếp cận gần nhất này. Voyager 1 kết thúc việc chụp ảnh hệ Sao Mộc vào tháng 4 năm 1979.
Việc phát hiện ra hoạt động núi lửa đang diễn ra trên vệ tinh Io có lẽ là điều ngạc nhiên lớn nhất. Đây là lần đầu tiên những ngọn núi lửa đang hoạt động được nhìn thấy trên một thiên thể khác trong Hệ Mặt Trời. Có vẻ như hoạt động trên Io ảnh hưởng đến toàn bộ hệ Sao Mộc. Io dường như là nguồn vật chất chính tràn ngập từ quyển Sao Mộc – vùng không gian bao quanh hành tinh chịu ảnh hưởng của từ trường mạnh của hành tinh. Lưu huỳnh, oxy và natri, dường như phun trào từ núi lửa trên Io và phun ra khỏi bề mặt do tác động của các hạt năng lượng cao, đã được phát hiện ở rìa ngoài của từ quyển Sao Mộc.
Hai tàu thăm dò không gian Voyager đã thực hiện một số khám phá quan trọng về Sao Mộc, các vệ tinh, vành đai bức xạ và các vành đai hành tinh chưa từng thấy trước đây của nó.
- Phim tua nhanh thời gian của khi Voyager 1 tiếp cận Sao Mộc. (Video kích thước đầy đủ).

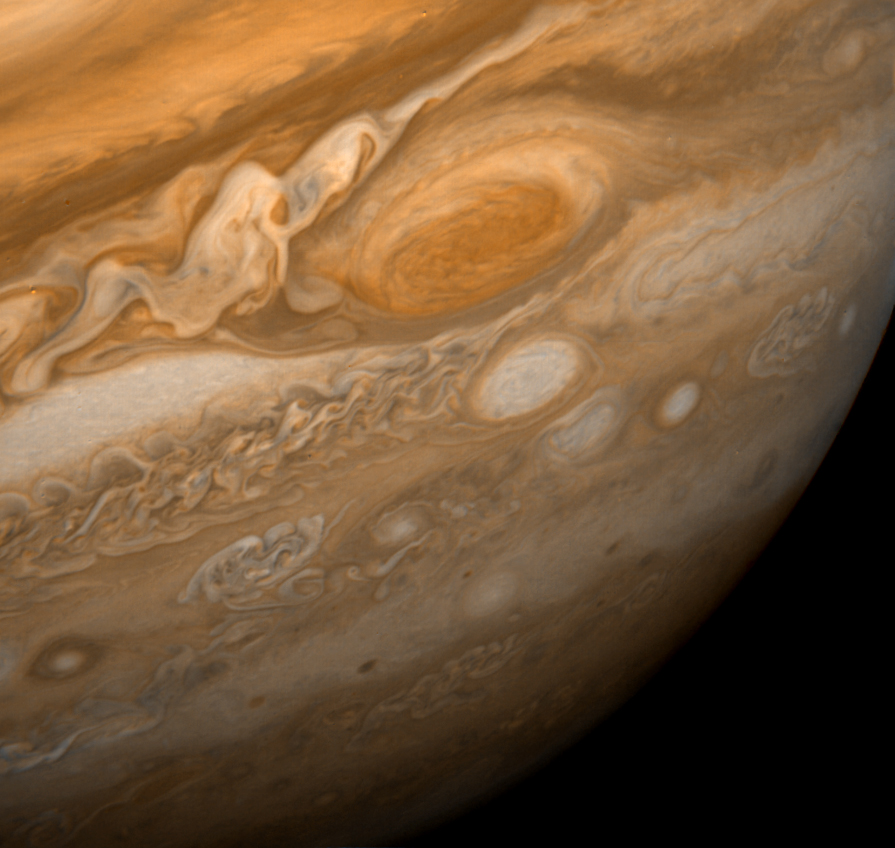
Vết Đỏ Lớn của Sao Mộc, một cơn bão với xoáy nghịch lớn hơn Trái Đất, nhìn từ Voyager 1.
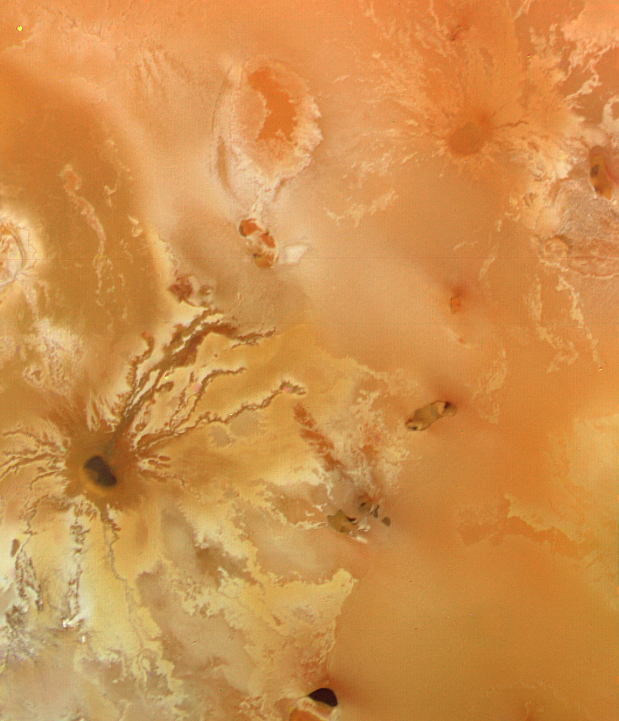
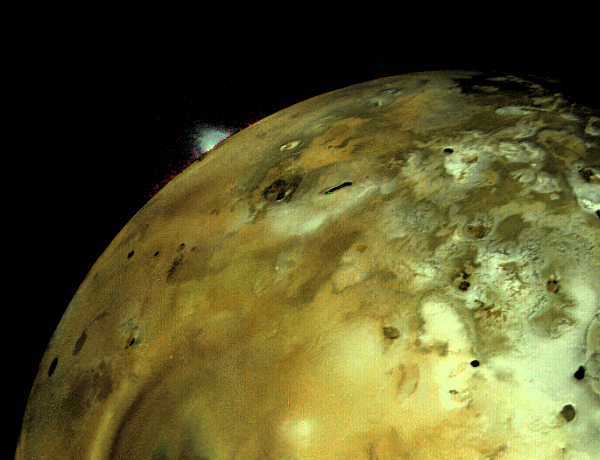
Luồng phun trào của núi lửa Loki cao 160 km (100 mi) phía trên rìa của Io.
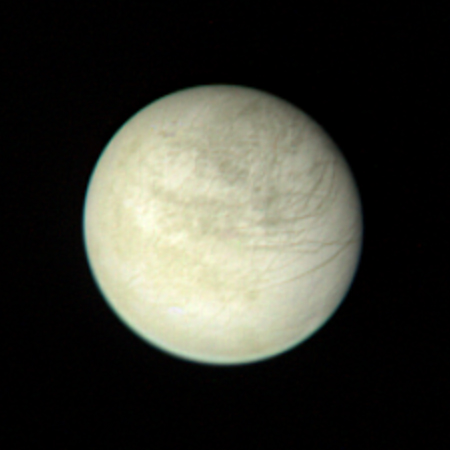
Bề mặt có đường nét nhưng không có miệng hố của Europa, bằng chứng về địa chất hiện đang hoạt động, ở khoảng cách 2,8 triệu km.
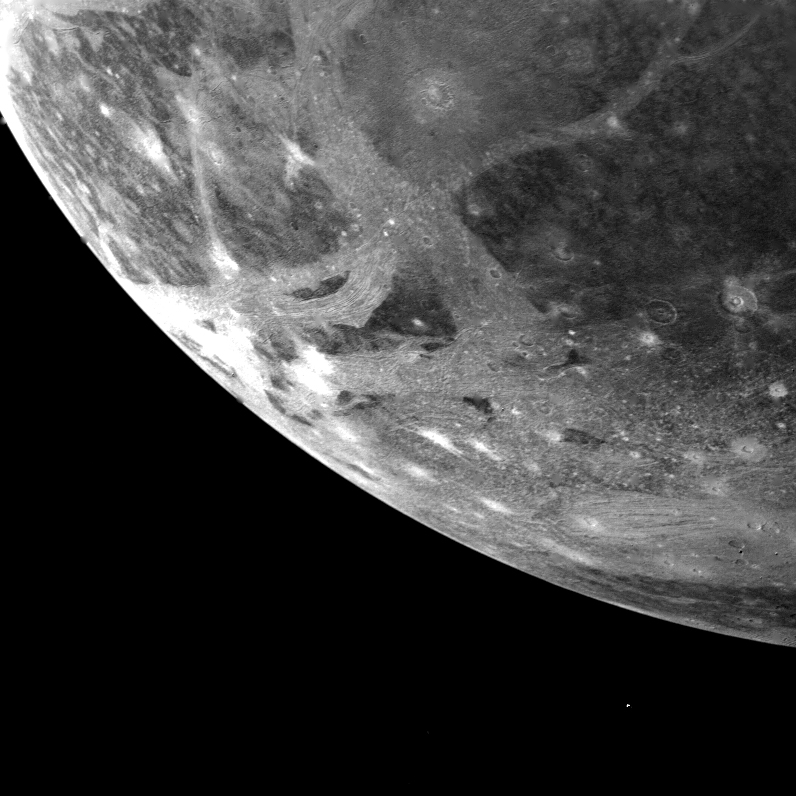
Bề mặt bị gián đoạn kiến tạo của Ganymede, được đánh dấu bằng các vị trí va chạm sáng, chụp cách 253.000 km.

### Bay ngang qua Sao Thổ

Hoạt hình quỹ đạo của Voyager 1 quanh Sao Thổ.
Voyager 1·
Sao Thổ·
Mimas·
Enceladus·
Tethys·
Rhea·
Titan

Các quỹ đạo hỗ trợ hấp dẫn tại Sao Mộc đã được cả hai Voyager thực hiện thành công và hai tàu vũ trụ tiếp tục đến thăm Sao Thổ cũng như hệ thống các vệ tinh và vành đai của nó. Voyager 1 chạm trán Sao Thổ vào tháng 11 năm 1980, với lần tiếp cận gần nhất vào ngày 12 tháng 11 năm 1980, khi tàu thăm dò không gian đến cách các đỉnh mây của Sao Thổ khoảng 124.000 km (77.000 dặm). Camera của tàu thăm dò không gian đã phát hiện các cấu trúc phức tạp trong các vành đai Sao Thổ và các thiết bị viễn thám của nó đã nghiên cứu bầu khí quyển của Sao Thổ và vệ tinh khổng lồ Titan của nó.
Voyager 1 phát hiện ra rằng khoảng 7% thể tích của bầu khí quyển phía trên Sao Thổ là heli (so với 11% thể tích của bầu khí quyển Sao Mộc), trong khi hầu hết phần còn lại là hydro. Vì hàm lượng heli bên trong Sao Thổ được cho là giống như của Sao Mộc và Mặt Trời, nên hàm lượng heli thấp hơn ở bầu khí quyển phía trên có thể hàm ý rằng heli nặng hơn có thể đang dần chìm qua hydro của Sao Thổ; điều đó có thể giải thích lượng nhiệt dư thừa mà Sao Thổ tỏa ra so với năng lượng mà nó nhận được từ Mặt Trời. Gió thổi với tốc độ cao trên Sao Thổ. Gần xích đạo, cả hai tàu Voyager đo được sức gió khoảng 500 m/s (1.100 mph). Gió thổi chủ yếu theo hướng Đông.
Các tàu thăm dò Voyager đã tìm thấy sự phát xạ tia cực tím giống cực quang của hydro ở vĩ độ trung bình trong khí quyển và cực quang ở vĩ độ cực (trên 65 độ). Hoạt động cực quang ở mức độ cao có thể dẫn đến sự hình thành các phân tử hydrocarbon phức tạp được đưa về phía xích đạo. Các cực quang ở vĩ độ trung bình, chỉ xuất hiện ở những vùng có ánh nắng Mặt Trời, vẫn còn là một câu đố, vì sự bắn phá của các electron và ion, được biết là gây ra cực quang trên Trái Đất, xảy ra chủ yếu ở các vĩ độ cao. Cả hai tàu Voyager đều đo vòng quay của Sao Thổ (độ dài của một ngày) là 10 giờ, 39 phút, 24 giây.
Sứ mệnh của Voyager 1 bao gồm chuyến bay ngang qua Titan, vệ tinh lớn nhất của Sao Thổ, từ lâu đã được biết là có bầu khí quyển. Hình ảnh được chụp bởi Pioneer 11 vào năm 1979 đã chỉ ra rằng bầu không khí rất đáng kể và phức tạp, làm tăng thêm sự quan tâm. Chuyến bay ngang qua Titan xảy ra khi tàu vũ trụ đi vào hệ thống để tránh bất kỳ khả năng thiệt hại nào gần hơn với các quan sát ảnh hưởng đến Sao Thổ và tiếp cận trong phạm vi 6.400 km (4.000 dặm), đi qua phía sau Titan khi nhìn từ Trái Đất và Mặt Trời. Phép đo của Voyager về tác động của khí quyển lên ánh sáng Mặt Trời và phép đo trên Trái Đất về tác động của nó lên tín hiệu vô tuyến của tàu thăm dò được sử dụng để xác định thành phần, mật độ và áp suất của khí quyển. Khối lượng của Titan cũng được đo bằng cách quan sát ảnh hưởng của nó lên quỹ đạo của tàu thăm dò. Lớp sương mù dày đặc ngăn cản mọi quan sát trực quan về bề mặt, nhưng việc đo thành phần, nhiệt độ của khí quyển đã đưa ra giả thuyết rằng trên bề mặt Titan có hydrocarbon thể lỏng.
Bởi vì các quan sát về Titan được xem là quan trọng hơn, quỹ đạo được chọn cho Voyager 1 được điều chỉnh để chuyến bay ngang qua Titan được tối ưu, đưa nó xuống dưới cực nam của Sao Thổ và ra khỏi mặt phẳng hoàng đạo, kết thúc sứ mệnh khoa học hành tinh của nó. Nếu Voyager 1 thất bại hoặc không thể quan sát Titan, quỹ đạo của Voyager 2 sẽ bị thay đổi để kết hợp chuyến bay ngang qua Titan,:94  ngăn cản mọi chuyến bay tới Sao Thiên Vương và Sao Hải Vương. Quỹ đạo mà Voyager 1 được phóng vào sẽ không cho phép nó tiếp tục đi tới Sao Thiên Vương và Sao Hải Vương,:155 nhưng có thể đã được thay đổi để tránh một chuyến bay ngang qua Titan và di chuyển từ Sao Thổ đến Sao Diêm Vương, đến nơi vào năm 1986.

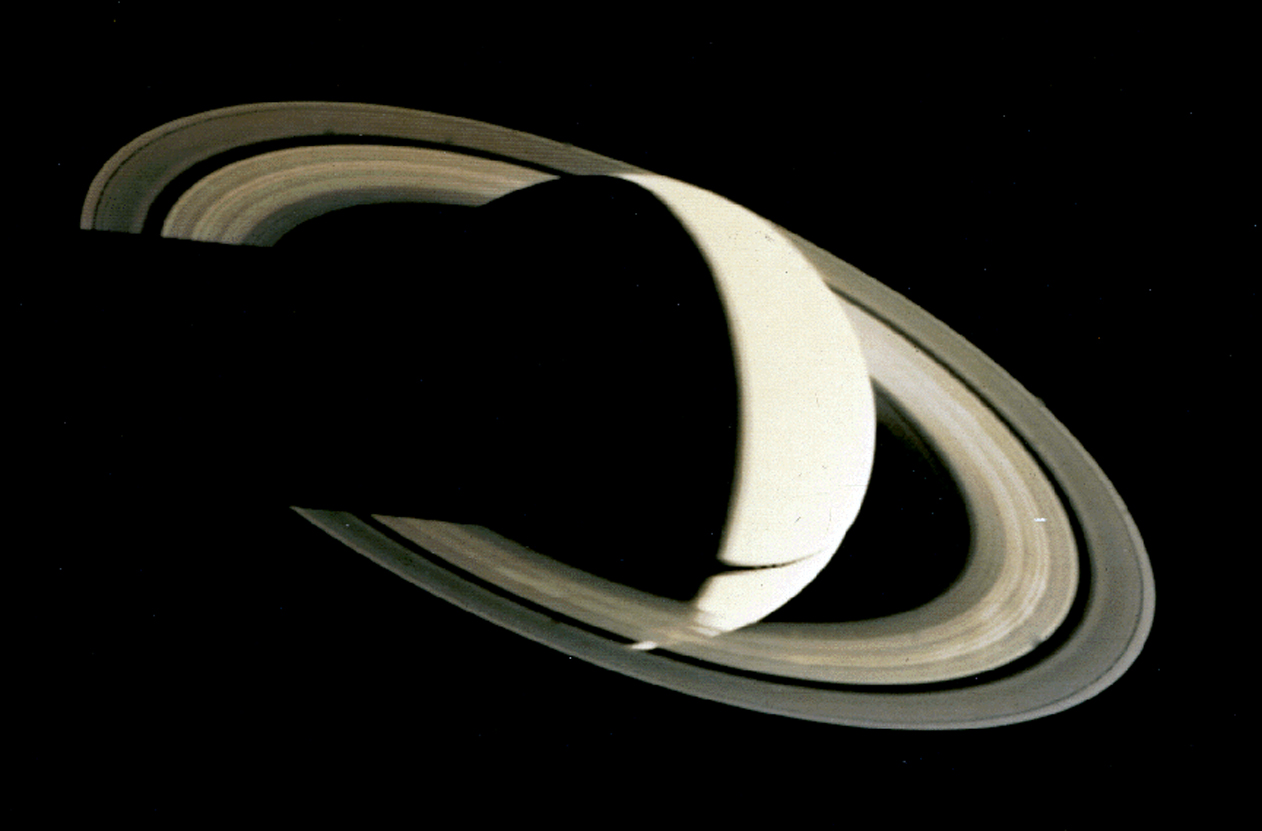
Lưỡi liềm Sao Thổ được quan sát cách 5,3 triệu km, bốn ngày sau lần tiếp cận gần nhất.
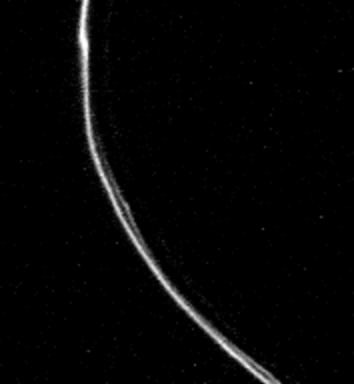
Hình ảnh của Voyager 1 về Vành đai F hẹp, xoắn và bện của Sao Thổ.
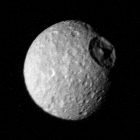
Mimas được quan sát cách 425,000 km; miệng núi lửa Herschel ở phía trên bên phải.
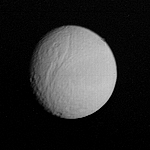
Tethys, với thung lũng tách giãn khổng lồ Ithaca Chasma, chụp cách 1,2 triệu km.
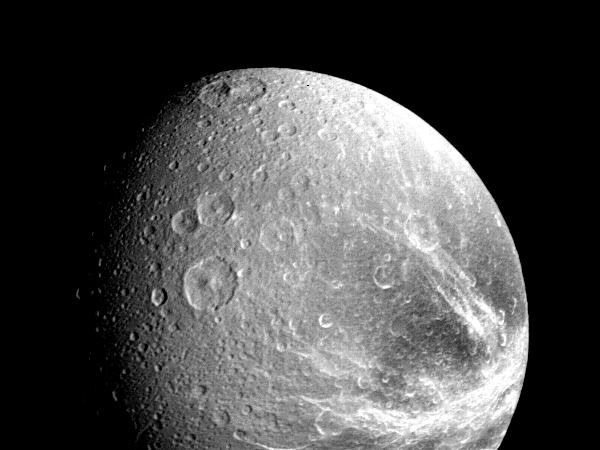
'Địa hình thưa thớt' bị nứt gãy trên bán cầu kéo dài của ở Dione.
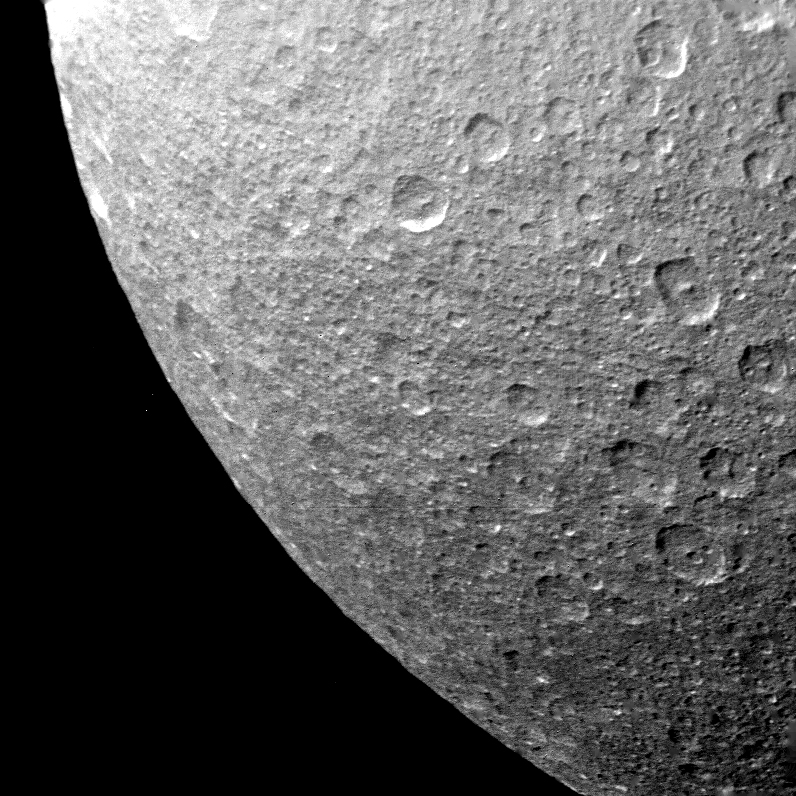
Bề mặt băng giá của Rhea gần như bị lấp kín bởi các hố va chạm.
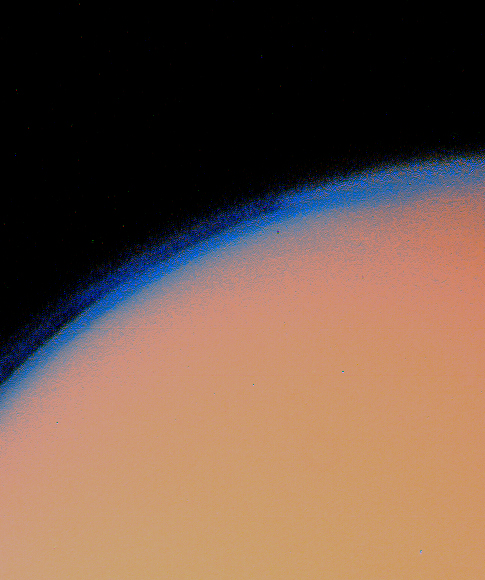
Lớp sương mù dày đặc của Titan, được thể hiện trong hình ảnh nâng cao được chụp bởi Voyager 1.
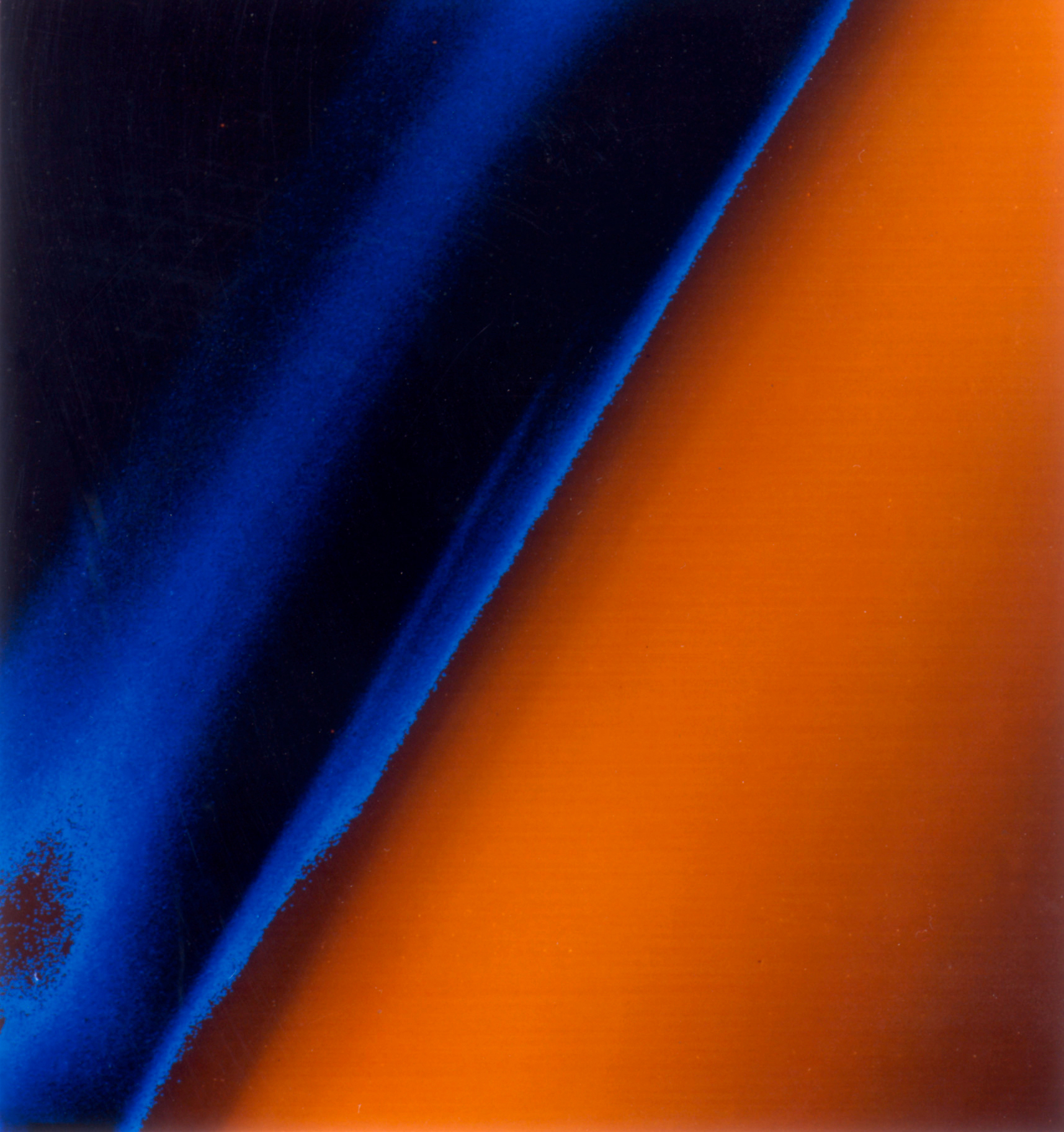
Các lớp sương mù bao gồm các hợp chất hữu cơ phức tạp bao phủ vệ tinh Titan của Sao Thổ.

## Sứ mệnh liên sao

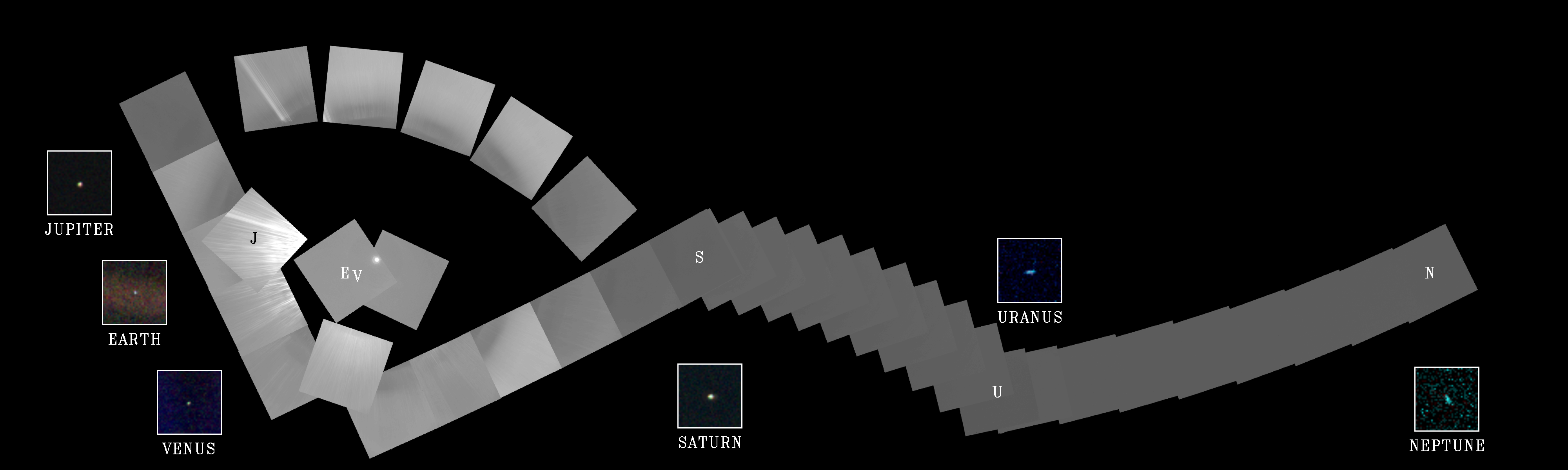
Family Portrait của Hệ Mặt Trời được Voyager 1 chụp (14 tháng 2 năm 1990).

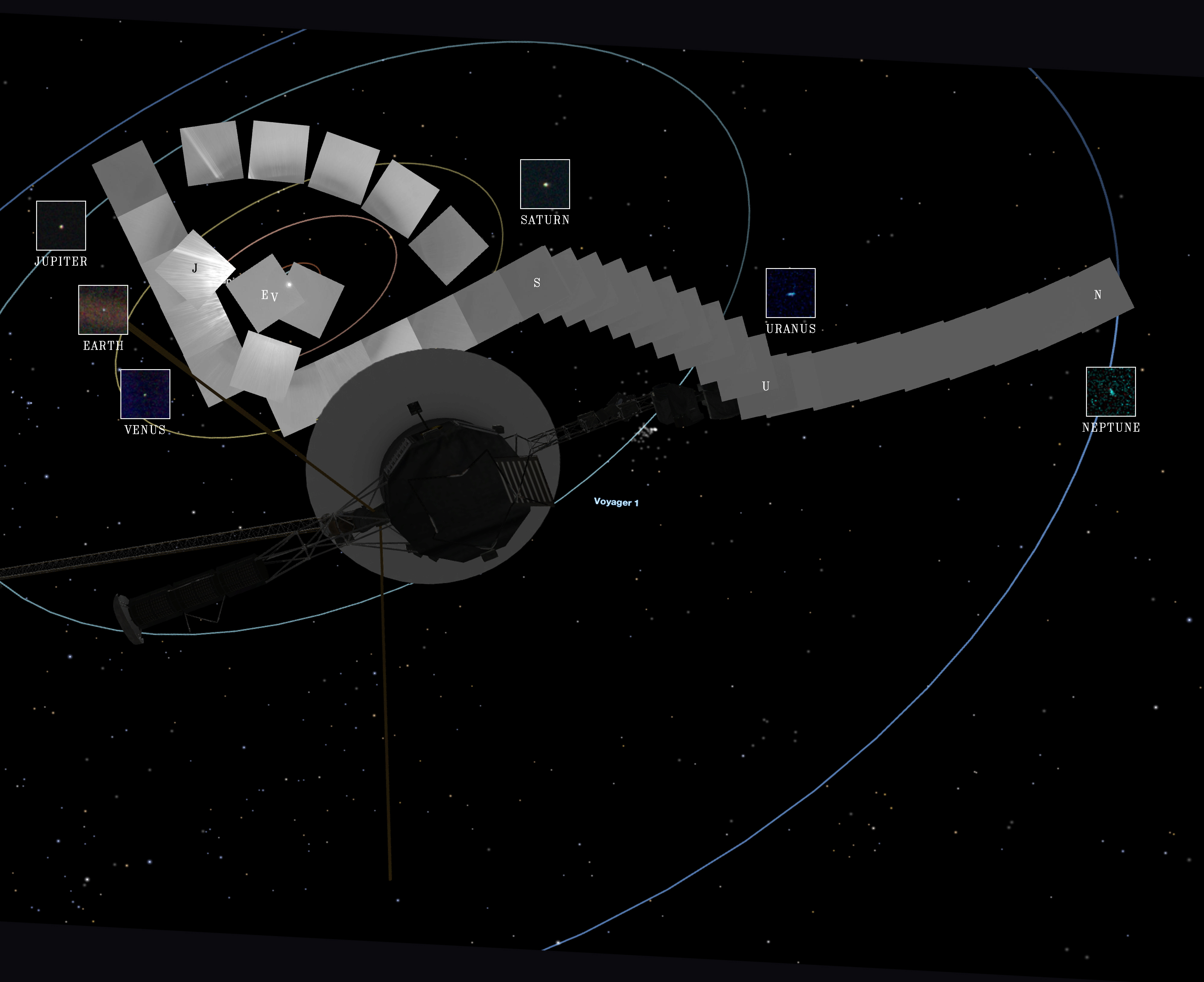
Phiên bản cập nhật của Family Portrait (12 tháng 2 năm 2020).

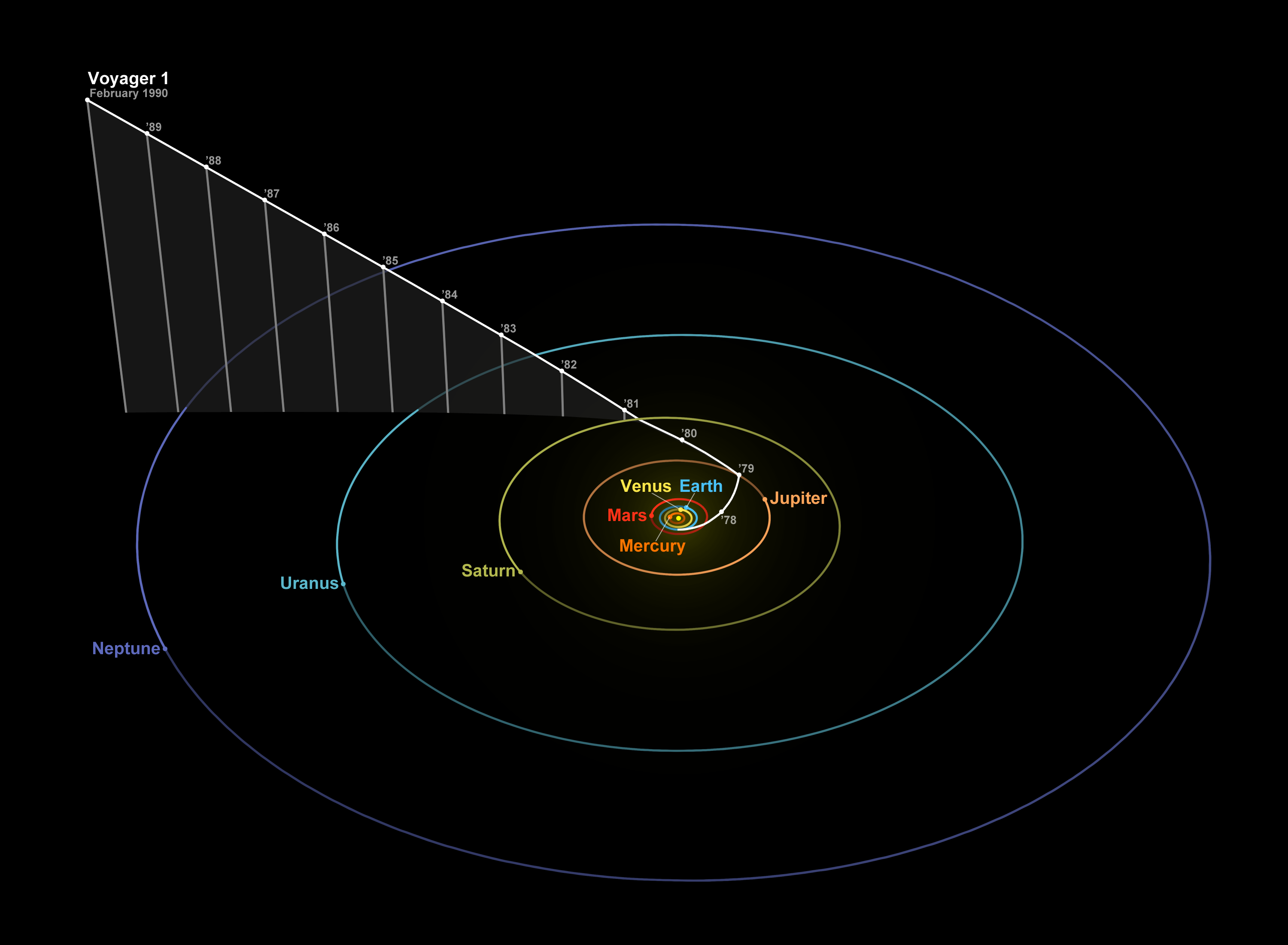
Vị trí của Voyager 1 phía trên mặt phẳng hoàng đạo vào ngày 14 tháng 2 năm 1990, ngày chụp Family Portrait.

Tốc độ và khoảng cách của Voyager 1 và Voyager 2 tính từ Mặt Trời.

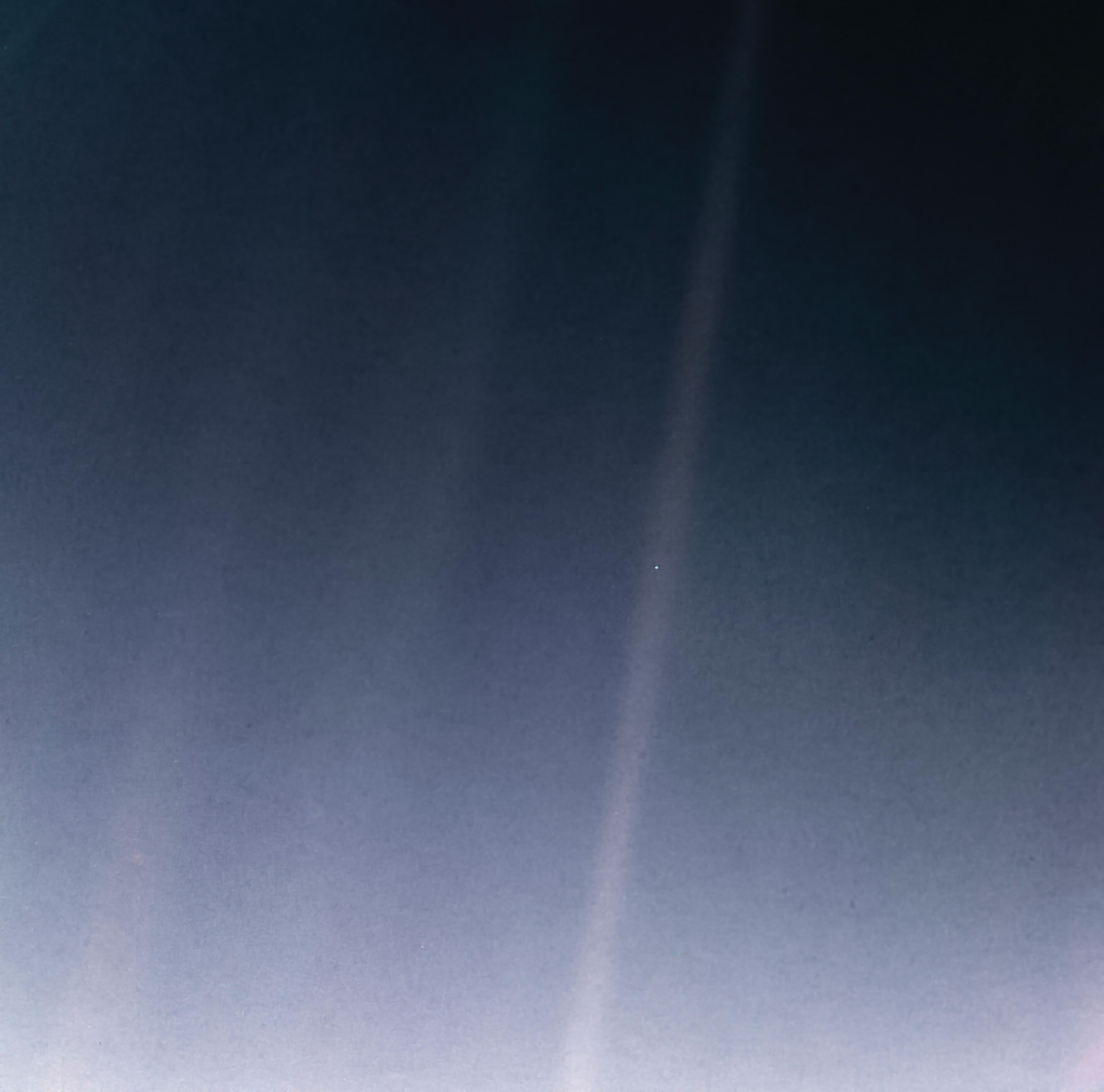
Hình ảnh Đốm Xanh Mờ cho thấy Trái Đất từ 6 e9km xuất hiện dưới dạng một chấm nhỏ (đốm màu trắng xanh nằm ở khoảng nửa dải ánh sáng ở bên phải) trong bóng tối của không gian sâu thẳm.

Vào ngày 14 tháng 2 năm 1990, Voyager 1 đã chụp được bức Family Portrait đầu tiên của Hệ Mặt Trời nhìn từ bên ngoài, trong đó bao gồm hình ảnh của hành tinh Trái Đất được gọi là Đốm Xanh Mờ. Ngay sau đó, camera của nó đã bị ngừng hoạt động để tiết kiệm năng lượng và tài nguyên máy tính cho các thiết bị khác. Phần mềm máy ảnh đã bị xóa khỏi tàu vũ trụ, vì vậy việc đưa chúng hoạt động trở lại sẽ rất phức tạp. Phần mềm và máy tính ở phía Trái Đất để đọc hình ảnh cũng không còn nữa.
Vào ngày 17 tháng 2 năm 1998, Voyager 1 đã đạt khoảng cách 69 AU (6,4 tỷ mi; 10,3 tỷ km) tính từ Mặt Trời và vượt qua Pioneer 10 để trở thành tàu vũ trụ ở xa Trái Đất nhất. Di chuyển với tốc độ khoảng 17 km/s (11 mi/s), nó có vận tốc lùi  nhật tâm nhanh nhất so với bất kỳ tàu vũ trụ nào.
Khi Voyager 1 hướng tới không gian giữa các vì sao, các thiết bị của nó tiếp tục nghiên cứu Hệ Mặt Trời. Các nhà khoa học của Phòng thí nghiệm Sức đẩy Phản lực đã sử dụng các thí nghiệm sóng plasma trên tàu Voyager 1 và Voyager 2 để tìm kiếm điểm nhật dừng, ranh giới mà tại đó gió Mặt Trời chuyển tiếp vào môi trường liên sao. Tính đến  năm 2013, tàu thăm dò đang di chuyển với vận tốc tương đối so với Mặt Trời là khoảng 61.197 km/h (38.026 mph).
Với vận tốc mà tàu thăm dò hiện đang duy trì, Voyager 1 đang di chuyển khoảng 523 triệu km (325 triệu mi) mỗi năm, hoặc khoảng một năm ánh sáng trong 18.000 năm.

### Cú shock kết thúc

Những chuyến bay gần của những hành tinh khí khổng lồ đã hỗ trợ hấp dẫn cho cả hai tàu Voyager.

Các nhà khoa học tại Phòng thí nghiệm Vật lý ứng dụng của Đại học Johns Hopkins tin rằng Voyager 1 đã bước vào cú shock kết thúc vào tháng 2 năm 2003. Điều này đánh dấu thời điểm gió Mặt Trời chậm lại đến tốc độ cận âm. Một số nhà khoa học khác tỏ ra nghi ngờ và thảo luận vấn đề này trên tạp chí Nature ngày 6 tháng 11 năm 2003. Vấn đề sẽ không được giải quyết cho đến khi có dữ liệu khác, vì máy dò gió Mặt Trời của Voyager 1 đã ngừng hoạt động vào năm 1990. Thất bại này có nghĩa là rằng việc phát hiện cú shock kết thúc sẽ phải được suy ra từ dữ liệu từ các thiết bị khác trên tàu.
Vào tháng 5 năm 2005, một thông cáo báo chí của NASA cho biết có sự đồng thuận rằng Voyager 1 khi đó đang ở trong vòng nhật quyển. Trong một phiên họp khoa học tại cuộc họp của Hiệp hội Địa vật lý Hoa Kỳ ở New Orleans vào ngày 25 tháng 5 năm 2005, Ed Stone đã đưa ra bằng chứng cho thấy con tàu đã vượt qua cú sốc chấm dứt vào cuối năm 2004. Sự kiện này được ước tính xảy ra vào ngày 15 tháng 12, 2004, ở khoảng cách 94 AU (8.700 triệu mi) tính từ Mặt Trời.

### Nhật quyển
Vào ngày 31 tháng 3 năm 2006, các nhà điều hành vô tuyến nghiệp dư từ AMSAT ở Đức đã theo dõi và nhận được sóng vô tuyến từ Voyager 1 bằng cách sử dụng đĩa 20 mét (66 ft) tại Bochum với kỹ thuật tích hợp dài. Dữ liệu lấy được đã được kiểm tra và xác minh dựa trên dữ liệu từ trạm Mạng lưới giám sát Không gian Sâu NASA ở Madrid, Tây Ban Nha. Đây dường như là lần theo dõi nghiệp dư đầu tiên của Voyager 1.
Người ta xác nhận vào ngày 13 tháng 12 năm 2010 rằng Voyager 1 đã vượt qua tầm với của dòng hướng tâm ra ngoài của gió Mặt Trời, được đo bằng thiết bị đo Hạt tích điện năng lượng thấp trên tàu. Người ta nghi ngờ rằng gió Mặt Trời ở khoảng cách này quay ngang do gió giữa các vì sao đẩy vào nhật quyển. Kể từ tháng 6 năm 2010, việc phát hiện gió Mặt Trời luôn ở mức 0, cung cấp bằng chứng thuyết phục về sự kiện này. Vào ngày này, tàu vũ trụ cách Mặt Trời khoảng 116 AU (17,4 tỷ km; 10,8 tỷ mi).
Voyager 1 được lệnh thay đổi hướng của nó để đo chuyển động ngang của gió Mặt Trời tại vị trí đó trong không gian vào tháng 3 năm 2011 (~33 năm 6 tháng kể từ khi phóng). Cuộc thử nghiệm được thực hiện vào tháng 2 đã xác nhận khả năng tự điều động và định hướng lại của tàu vũ trụ. Đường đi của tàu vũ trụ không thay đổi. Nó quay 70 độ ngược chiều kim đồng hồ so với Trái Đất để phát hiện gió Mặt Trời. Đây là lần đầu tiên tàu vũ trụ thực hiện bất kỳ thao tác lớn nào kể từ khi bức ảnh Family Portrait chụp các hành tinh vào năm 1990. Sau lần chuyển động đầu tiên, tàu vũ trụ không gặp vấn đề gì trong việc tự định hướng lại với Alpha Centauri, ngôi sao dẫn đường của Voyager 1, và nó tiếp tục gửi đường truyền trở lại Trái Đất. Voyager 1 dự kiến sẽ đi vào không gian giữa các vì sao "bất cứ lúc nào". Voyager 2 vẫn đang phát hiện luồng gió Mặt Trời hướng ra ngoài vào thời điểm đó nhưng người ta ước tính rằng trong những tháng hoặc năm tiếp theo, nó sẽ gặp những điều kiện tương tự như Voyager 1.
Tàu vũ trụ được báo cáo ở vĩ độ hoàng đạo 12,44° và xích kinh 17,163 giờ, và ở vĩ độ hoàng đạo 34,9° (vĩ độ hoàng đạo thay đổi rất chậm), nó được đặt trong chòm sao Xà Phu khi được quan sát từ Trái Đất vào ngày 21 tháng 5 năm 2011.
Vào ngày 1 tháng 12 năm 2011, có thông báo rằng Voyager 1 đã phát hiện ra bức xạ Lyman-alpha đầu tiên có nguồn gốc từ Ngân Hà. Bức xạ Lyman-alpha trước đây đã được phát hiện từ các thiên hà khác, nhưng do sự can thiệp của Mặt Trời nên không thể phát hiện được bức xạ từ Dải Ngân Hà.
NASA thông báo vào ngày 5 tháng 12 năm 2011 rằng Voyager 1 đã đi vào một khu vực mới được gọi là "luyện ngục vũ trụ" ("cosmic purgatory"). Trong vùng trì trệ này, các hạt tích điện truyền từ Mặt Trời chậm lại và quay vào trong, đồng thời từ trường của Hệ Mặt Trời tăng gấp đôi cường độ khi không gian giữa các vì sao dường như đang tạo ra áp suất. Các hạt năng lượng có nguồn gốc từ Hệ Mặt Trời giảm gần một nửa, trong khi việc phát hiện các electron năng lượng cao từ bên ngoài tăng gấp 100 lần. Rìa trong của vùng trì trệ nằm cách Mặt Trời khoảng 113 AU.

### Nhật dừng
NASA công bố vào tháng 6 năm 2012 rằng tàu thăm dò đang phát hiện những thay đổi trong môi trường được cho là có liên quan đến việc đến điểm nhật dừng. Voyager 1 đã báo cáo sự gia tăng đáng kể trong việc phát hiện các hạt tích điện từ không gian giữa các vì sao, chúng thường bị làm lệch hướng bởi gió Mặt Trời trong nhật quyển từ Mặt Trời. Do đó, con tàu bắt đầu đi vào môi trường liên sao ở rìa Hệ Mặt Trời.
Voyager 1 trở thành tàu vũ trụ đầu tiên vượt qua nhật tạm vào tháng 8 năm 2012, khi đó ở khoảng cách 121 AU (1,12×1010 mi; 1,81×1010 km) tính từ Mặt Trời, mặc dù điều này chưa được xác nhận trong một năm nữa.
Tính đến tháng 9 năm 2012, ánh sáng Mặt Trời mất 16,89 giờ để đến được Voyager 1 ở khoảng cách 121 AU. Cấp sao biểu kiến của Mặt Trời nhìn từ tàu vũ trụ là -16,3 (sáng hơn khoảng 30 lần so với trăng tròn). Tàu vũ trụ đang di chuyển với vận tốc 17,043 km/s (10,590 mi/s) so với Mặt Trời. Với tốc độ này, với tốc độ này, sẽ cần khoảng 17.565 năm để di chuyển một năm ánh sáng. Để so sánh, Proxima Centauri, ngôi sao gần Mặt Trời nhất, cách khoảng 4,2 năm ánh sáng (2,65×105 AU). Nếu tàu vũ trụ di chuyển theo hướng của ngôi sao đó thì sẽ mất 73.775 năm để đến được nó. (Voyager 1 đang hướng tới chòm sao Xà Phu.)
Vào cuối năm 2012, các nhà nghiên cứu báo cáo rằng dữ liệu hạt từ tàu vũ trụ cho thấy tàu thăm dò đã đi qua nhật mãn. Các phép đo từ tàu vũ trụ cho thấy sự gia tăng đều đặn kể từ tháng 5 về các vụ va chạm với các hạt năng lượng cao (trên 70 MeV), được cho là các tia vũ trụ phát ra từ các vụ nổ siêu tân tinh vượt xa Hệ Mặt Trời, với sự gia tăng mạnh về các vụ va chạm này vào cuối tháng 8. Đồng thời, vào cuối tháng 8, số vụ va chạm với các hạt năng lượng thấp được cho là có nguồn gốc từ Mặt Trời đã giảm đáng kể.
Ed Roelof, nhà khoa học vũ trụ tại Đại học Johns Hopkins và là nhà nghiên cứu chính của thiết bị Hạt tích điện năng lượng thấp trên tàu vũ trụ, tuyên bố rằng "hầu hết các nhà khoa học tham gia vào Voyager 1 đều đồng ý rằng [hai tiêu chí này] đã được thỏa mãn đầy đủ". Tuy nhiên, tiêu chí cuối cùng để tuyên bố chính thức rằng Voyager 1 đã vượt qua ranh giới, sự thay đổi dự kiến về hướng từ trường (từ Mặt Trời sang trường liên sao bên ngoài), đã không được quan sát thấy (trường đã thay đổi hướng chỉ 2 độ), điều này gợi ý cho một số người rằng bản chất của rìa nhật quyển đã bị đánh giá sai.
Vào ngày 3 tháng 12 năm 2012, nhà khoa học dự án Voyager Ed Stone thuộc Viện Công nghệ California cho biết: "Hai tàu thăm dò Voyager đã khám phá ra một khu vực mới của nhật quyển mà chúng tôi chưa nhận ra là ở đó. Có vẻ như họ vẫn đang ở bên trong. Nhưng hiện tại đang có từ trường được kết nối với bên ngoài. Vì vậy, nó giống như một "đường cao tốc" cho phép các hạt ra vào.". Từ trường ở vùng này mạnh gấp 10 lần so với Voyager 1 gặp phải trước cú sốc chấm dứt. Nó được cho là rào cản cuối cùng trước khi tàu vũ trụ rời khỏi Hệ Mặt Trời hoàn toàn và đi vào không gian giữa các vì sao.

## Môi trường liên sao
Vào tháng 3 năm 2013, có thông báo rằng Voyager 1 có thể đã trở thành tàu vũ trụ đầu tiên đi vào không gian giữa các vì sao sau khi phát hiện ra sự thay đổi rõ rệt trong môi trường plasma vào ngày 25 tháng 8 năm 2012. Tuy nhiên, cho đến ngày 12 tháng 9 năm 2013, đó vẫn là một câu hỏi mở về việc liệu khu vực mới là không gian giữa các vì sao hay một khu vực chưa được biết đến của Hệ Mặt Trời. Vào thời điểm đó, giải pháp thay thế trước đây đã chính thức được xác nhận.
Vào năm 2013, Voyager 1 đã ra khỏi Hệ Mặt Trời với tốc độ khoảng 3,6 AU (330 triệu mi; 540 triệu km) mỗi năm, trong khi Voyager 2 đang di chuyển chậm hơn, rời khỏi Hệ Mặt Trời ở mức 3,3 AU (310 triệu mi; 490 triệu km) mỗi năm. Và mỗi năm, Voyager 1 lại tăng vị trí dẫn đầu so với Voyager 2.
Voyager 1 đạt khoảng cách 135 AU (12,5 tỷ mi; 20,2 tỷ km) tính từ Mặt Trời vào ngày 18 tháng 5 năm 2016. Vào ngày 5 tháng 9 năm 2017, khoảng cách đó đã tăng lên khoảng 139,64 AU (12,980 tỷ mi; 20,890 tỷ km) từ Mặt Trời, hoặc chỉ hơn 19 giờ ánh sáng; vào thời điểm đó, Voyager 2 cách Mặt Trời 115,32 AU (10,720 tỷ mi; 17,252 tỷ km).
Tiến trình của nó có thể được theo dõi tại trang web của NASA (xem § Liên kết ngoài).

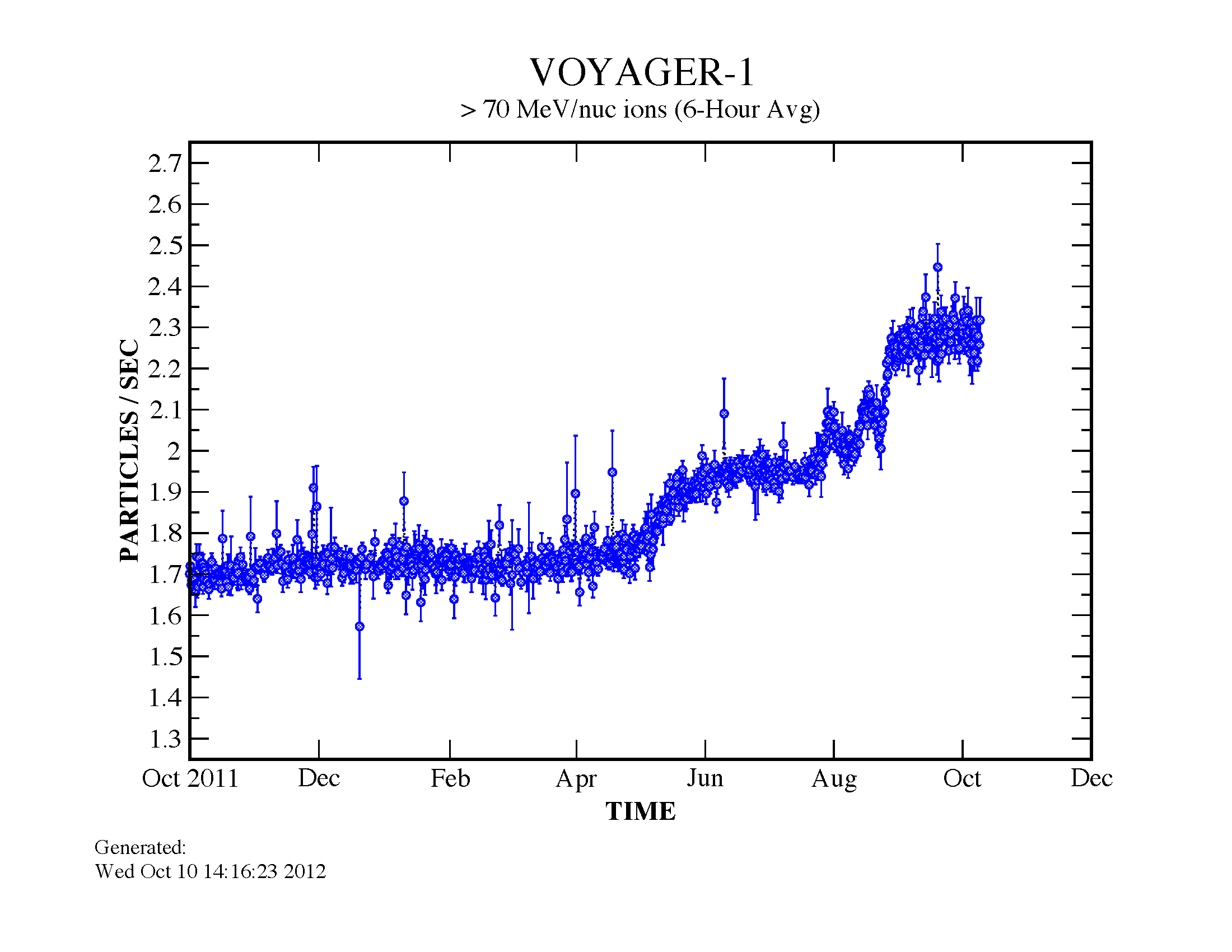
Sơ đồ cho thấy sự gia tăng đáng kể về tốc độ phát hiện hạt tia vũ trụ của tàu thăm dò vũ trụ Voyager 1 (tháng 10 năm 2011 đến tháng 10 năm 2012).
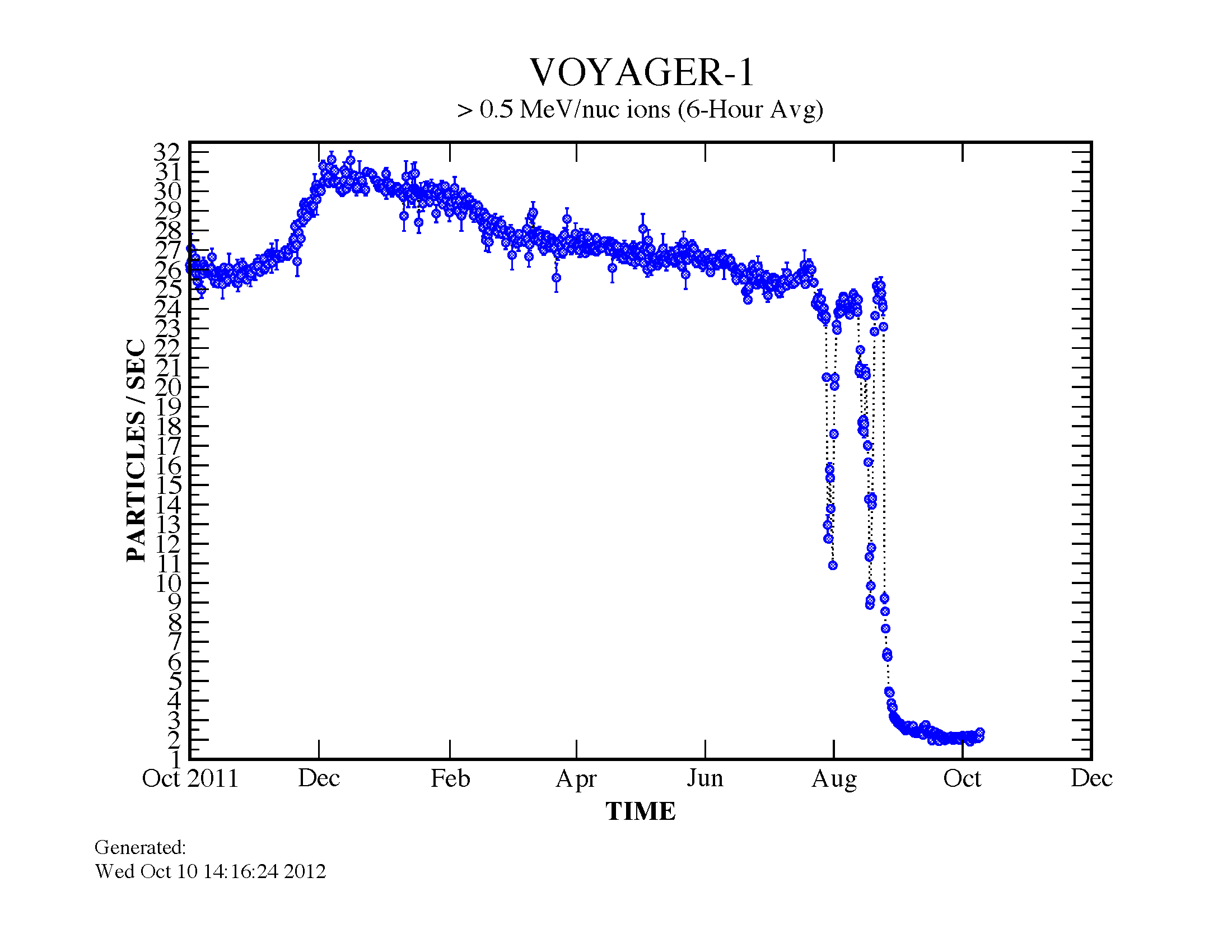
Sơ đồ cho thấy tốc độ phát hiện hạt gió Mặt Trời của tàu thăm dò vũ trụ Voyager 1 giảm đáng kể (tháng 10 năm 2011 đến tháng 10 năm 2012).

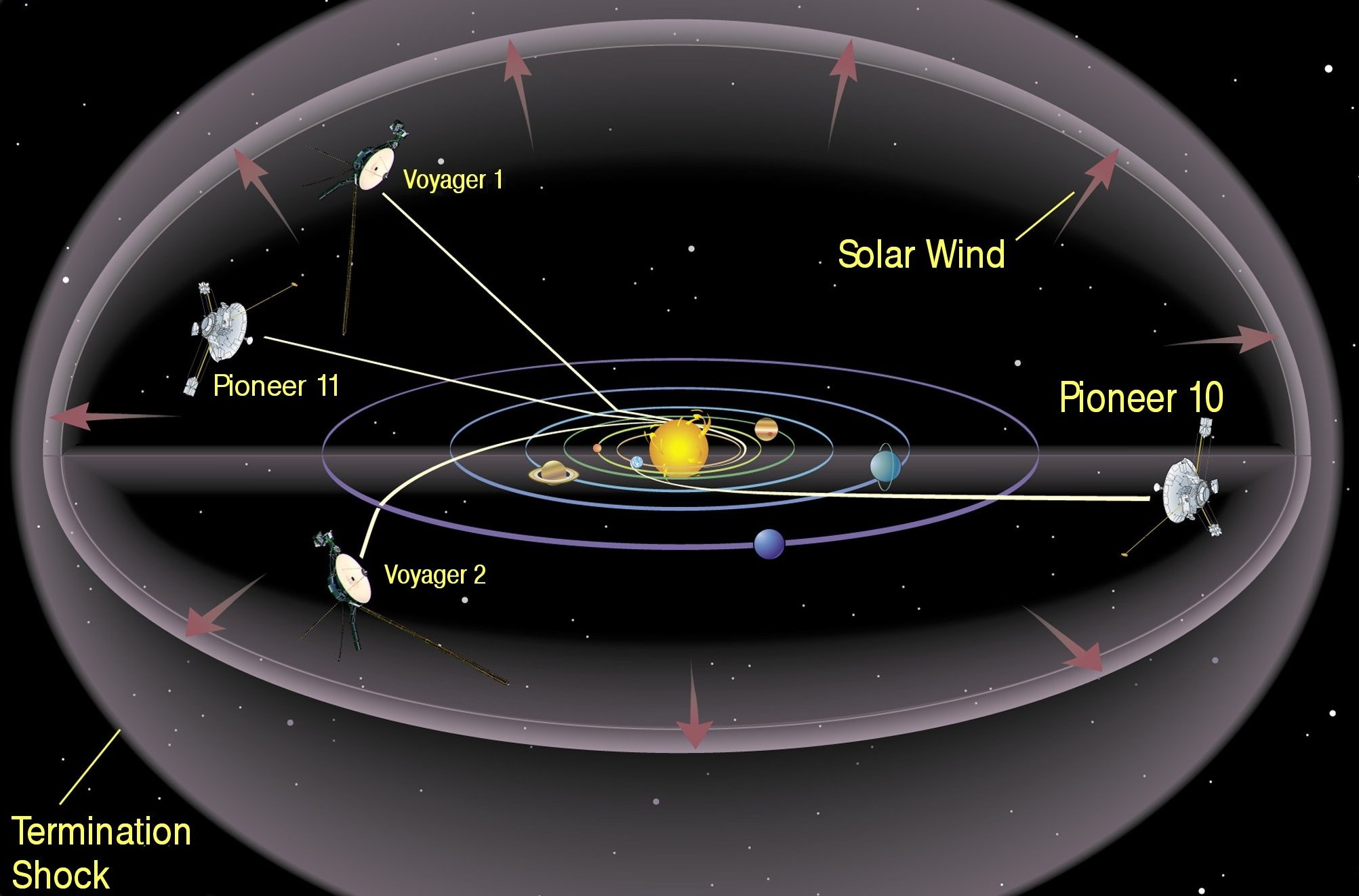
Voyager 1 và các tàu thăm dò khác đang trong hoặc đang trên đường đến không gian giữa các vì sao, ngoại trừ New Horizons.

Vào ngày 12 tháng 9 năm 2013, NASA chính thức xác nhận rằng Voyager 1 đã đến môi trường liên sao vào tháng 8 năm 2012 như quan sát trước đó. Ngày đến được chấp nhận chung là ngày 25 tháng 8 năm 2012 (khoảng 10 ngày trước lễ kỷ niệm 35 năm ra mắt), ngày những thay đổi lâu dài về mật độ của các hạt năng lượng lần đầu tiên được phát hiện. Đến thời điểm này, hầu hết các nhà khoa học vũ trụ đã từ bỏ giả thuyết rằng sự thay đổi hướng của từ trường phải đi kèm với việc vượt qua nhật dừng;  một mô hình mới về nhật dừng dự đoán rằng sẽ không tìm thấy sự thay đổi nào như vậy.
Một phát hiện quan trọng đã thuyết phục nhiều nhà khoa học rằng thời điểm nhật dừng đã bị vượt qua là phép đo gián tiếp về mật độ electron tăng gấp 80 lần, dựa trên tần số dao động của plasma được quan sát bắt đầu vào ngày 9 tháng 4 năm 2013,  được kích hoạt bởi một vụ nổ Mặt Trời đã xảy ra vào tháng 3 năm 2012 (mật độ electron dự kiến sẽ cao hơn hai bậc độ lớn bên ngoài nhật luân so với bên trong). Các tập hợp dao động yếu hơn được đo vào tháng 10 và tháng 11 năm 2012 đã cung cấp thêm dữ liệu. Phép đo gián tiếp được yêu cầu vì máy quang phổ plasma của Voyager 1 đã ngừng hoạt động vào năm 1980. Vào tháng 9 năm 2013, NASA đã công bố bản ghi âm về sự truyền tải âm thanh của các sóng plasma này, bản ghi âm đầu tiên được đo trong không gian giữa các vì sao.
Mặc dù Voyager 1 thường được cho là đã rời khỏi Hệ Mặt Trời đồng thời với việc rời khỏi nhật quyển, nhưng cả hai đều không giống nhau. Hệ Mặt Trời thường được định nghĩa là vùng không gian rộng lớn hơn bao la có các vật thể quay quanh Mặt Trời. Phi thuyền hiện chỉ còn cách điểm viễn nhật của Sedna chưa đến 1/7 và nó vẫn chưa đi vào đám mây Oort, vùng nguồn của các sao chổi chu kỳ dài, được các nhà thiên văn học coi là vùng ngoài cùng của Hệ Mặt Trời.
Vào tháng 10 năm 2020, các nhà thiên văn học đã báo cáo về sự gia tăng mật độ bất ngờ đáng kể trong không gian ngoài Hệ Mặt Trời do các tàu thăm dò không gian Voyager 1 và Voyager 2 phát hiện. Theo các nhà nghiên cứu, điều này ngụ ý rằng "gradient mật độ là một đặc điểm quy mô lớn của VLISM (môi trường liên sao rất cục bộ) theo hướng chung của mũi nhật quyển".
Vào tháng 5 năm 2021, NASA lần đầu tiên đã báo cáo về phép đo liên tục về mật độ vật chất trong không gian giữa các vì sao cũng như lần đầu tiên phát hiện ra âm thanh giữa các vì sao.
Vào tháng 5 năm 2022, NASA báo cáo rằng Voyager 1 đã bắt đầu truyền dữ liệu đo từ xa "bí ẩn" và "kỳ lạ" tới Mạng lưới giám sát Không gian Sâu NASA (DSN). Nó xác nhận rằng trạng thái hoạt động của tàu vẫn không thay đổi, nhưng vấn đề xuất phát từ Hệ thống kiểm soát và điều khiển thái độ (AACS). Phòng Thí nghiệm Sức đẩy Phản lực (JPL) của NASA đã công bố một tuyên bố vào ngày 18 tháng 5 năm 2022 rằng AACS đã hoạt động nhưng gửi dữ liệu không hợp lệ. Vấn đề cuối cùng được giải đáp là do AACS gửi dữ liệu đo từ xa của nó qua một máy tính không hoạt động trong nhiều năm, dẫn đến hỏng dữ liệu. Vào tháng 8 năm 2022, NASA đã gửi lệnh tới AACS để sử dụng một máy tính khác và giải quyết được vấn đề. Một cuộc điều tra về nguyên nhân gây ra lần chuyển đổi ban đầu đang được tiến hành, các kỹ sư đã đưa ra giả thuyết rằng AACS đã thực thi một lệnh xấu từ một máy tính khác trên bo mạch.

## Tương lai của tàu thăm dò
| Tàu thăm dò  | Vận tốc({\displaystyle v_{\infty }}) |
| ------------ | ------------------------------------ |
| Pioneer 10   | 11,8 km/s (2,49 au/yr)               |
| Pioneer 11   | 11,1 km/s (2,34 au/yr)               |
| Voyager 1    | 16,9 km/s (3,57 au/yr)               |
| Voyager 2    | 15,2 km/s (3,21 au/yr)               |
| New Horizons | 12,6 km/s (2,66 au/yr)               |

### Tuổi thọ còn lại

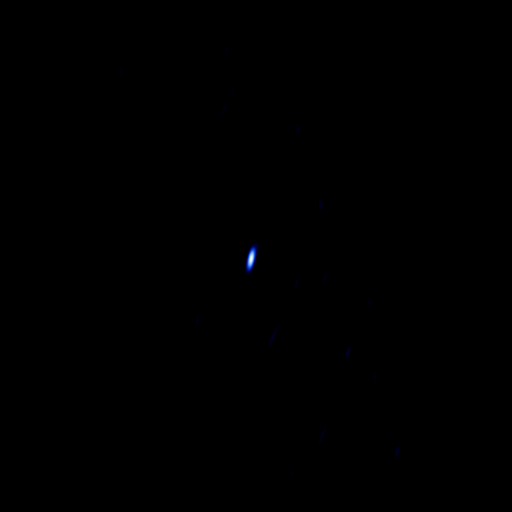
Hình ảnh tín hiệu vô tuyến của Voyager 1 vào ngày 21 tháng 2 năm 2013.

Vào tháng 12 năm 2017, NASA đã bắn thành công cả 4 máy đẩy điều chỉnh quỹ đạo (TCM) của Voyager 1 lần đầu tiên kể từ năm 1980. Các máy đẩy TCM được sử dụng thay cho một bộ phản lực đã xuống cấp để giúp giữ ăngten của tàu thăm dò hướng về phía trước Trái Đất. Việc sử dụng máy đẩy TCM cho phép Voyager 1 tiếp tục truyền dữ liệu tới NASA trong hai đến ba năm nữa.
Do nguồn điện sẵn có ngày càng giảm, nhóm Voyager đã phải ưu tiên bật thiết bị nào và tắt thiết bị nào. Máy sưởi và các hệ thống tàu vũ trụ khác lần lượt bị tắt như một phần của việc quản lý năng lượng. Các thiết bị trường và hạt có nhiều khả năng gửi lại dữ liệu quan trọng nhất về nhật quyển và không gian giữa các vì sao đã được ưu tiên tiếp tục hoạt động. Các kỹ sư mong đợi tàu vũ trụ sẽ tiếp tục vận hành ít nhất một thiết bị khoa học cho đến khoảng năm 2025.
| Năm                 | Kết thúc các khả năng cụ thể do hạn chế về nguồn điện hiện có |
| ------------------- | --- |
| 1998                | Chấm dứt hoạt động Máy quang phổ tia cực tím (UVS) |
| 2007                | Chấm dứt hoạt động Hệ thống con plasma (PLS) |
| 2008                | Tắt nguồn Điều tra thiên văn vô tuyến hành tinh (PRA) |
| 2016                | Chấm dứt quan sát nền tảng quét và Máy quang phổ tia cực tím (UVS) observations |
| Ngày không xác định | Bắt đầu ngừng hoạt động các thiết bị khoa học (kể từ ngày 18 tháng 10 năm 2010, đơn đặt hàng vẫn chưa được quyết định, tuy nhiên các thiết bị Hạt tích điện năng lượng thấp, Hệ thống con Tia vũ trụ, Từ kế và Hệ thống con Sóng Plasma dự kiến vẫn sẽ hoạt động) |
| Ngày không xác định | Chấm dứt hoạt động của Máy ghi băng dữ liệu (DTR) (bị giới hạn bởi khả năng thu thập dữ liệu 1,4 kbit/s bằng dải ăngten 70 m/34 m đây là tốc độ tối thiểu mà DTR có thể đọc dữ liệu).                                                                             |
| Ngày không xác định | Chấm dứt hoạt động con quay hồi chuyển (trước đây là năm 2017, nhưng có động cơ đẩy dự phòng để tiếp tục hoạt động con quay.) |
| 2025–2036           | Sẽ không còn có thể cung cấp năng lượng cho tất cả các thiết bị khoa học dù chỉ một thiết bị. Sau năm 2036, cả hai tàu thăm dò sẽ nằm ngoài phạm vi phủ sóng của Mạng lưới giám sát Không gian Sâu NASA.                                                          |

### Tương lai xa

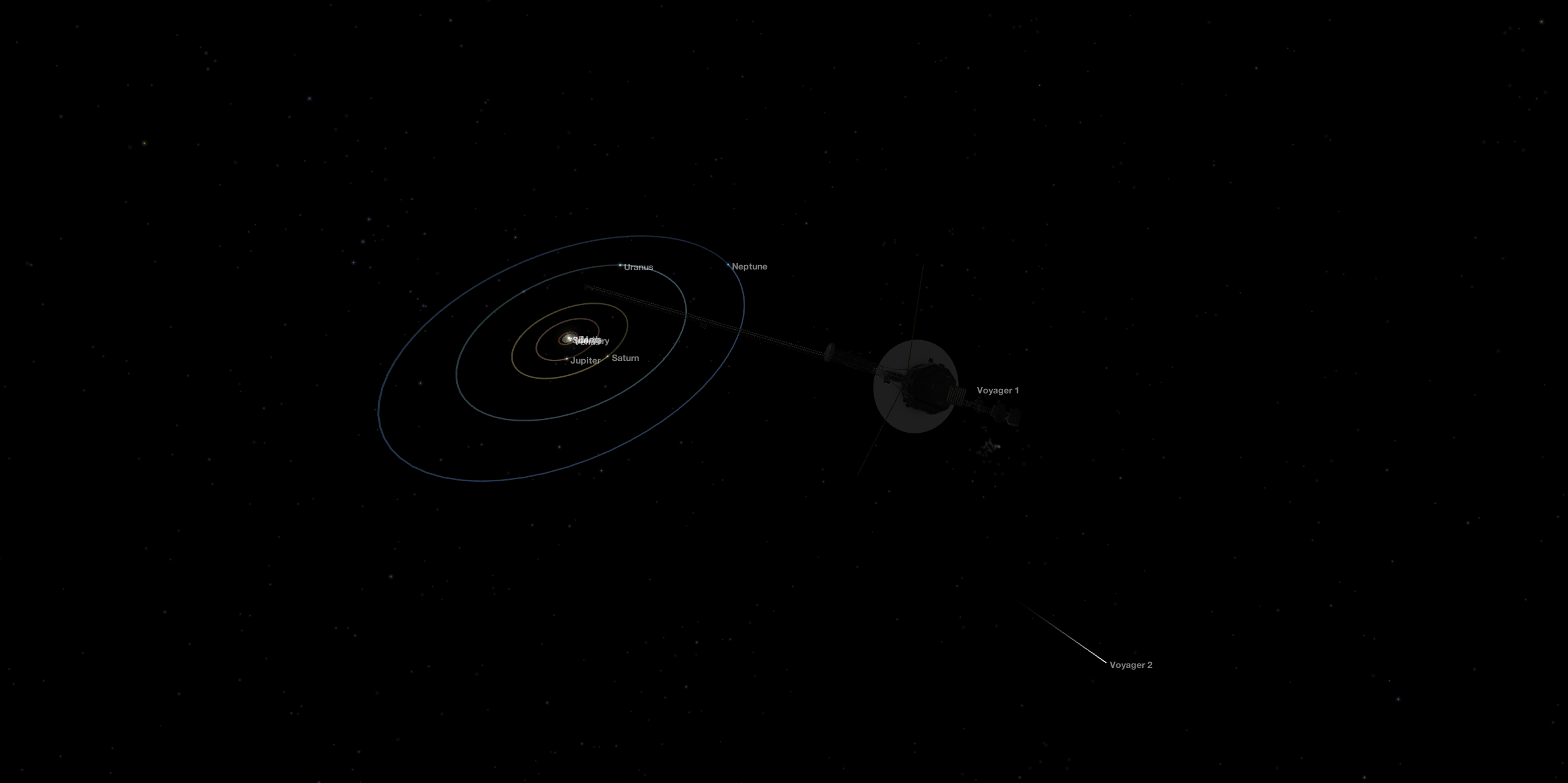
Chế độ xem mô phỏng của Voyager 1 so với Hệ Mặt Trời vào ngày 2 tháng 8 năm 2018.
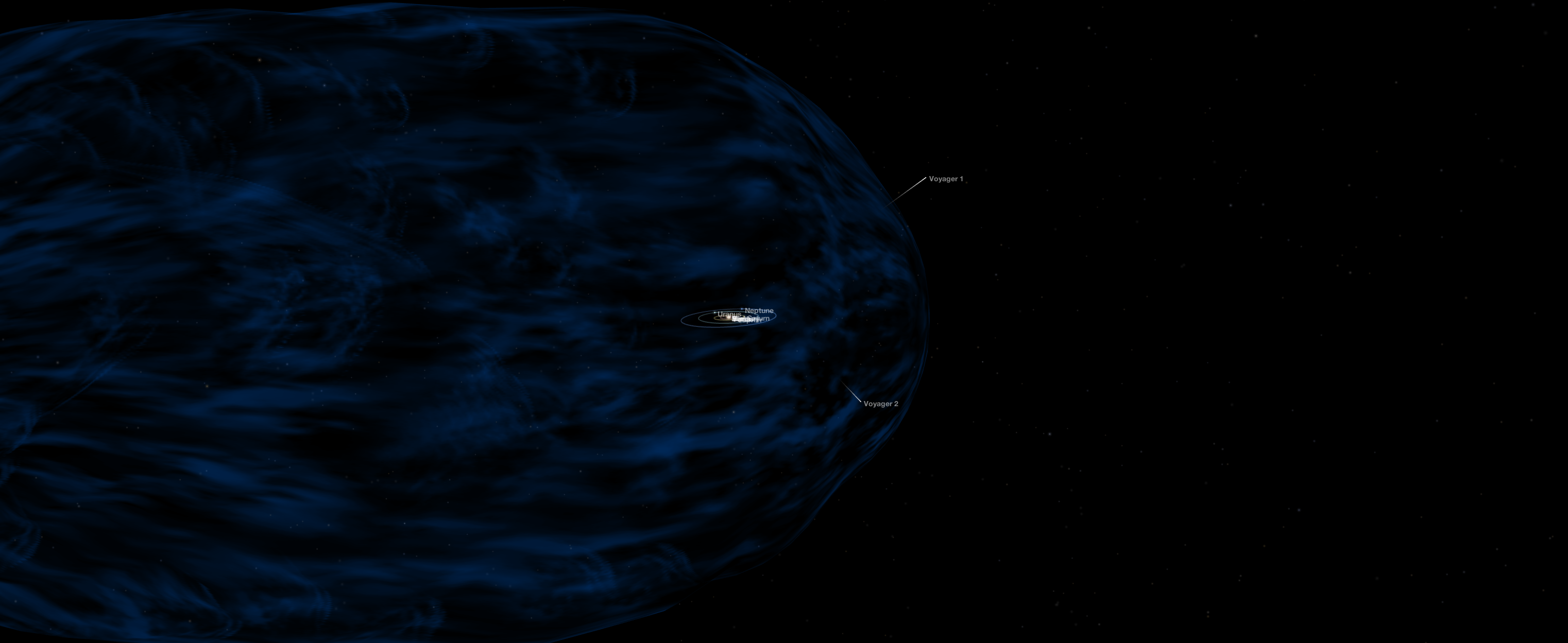
Chế độ xem mô phỏng của các tàu thăm dò Voyager so với Hệ Mặt Trời và nhật thực vào ngày 2 tháng 8 năm 2018.
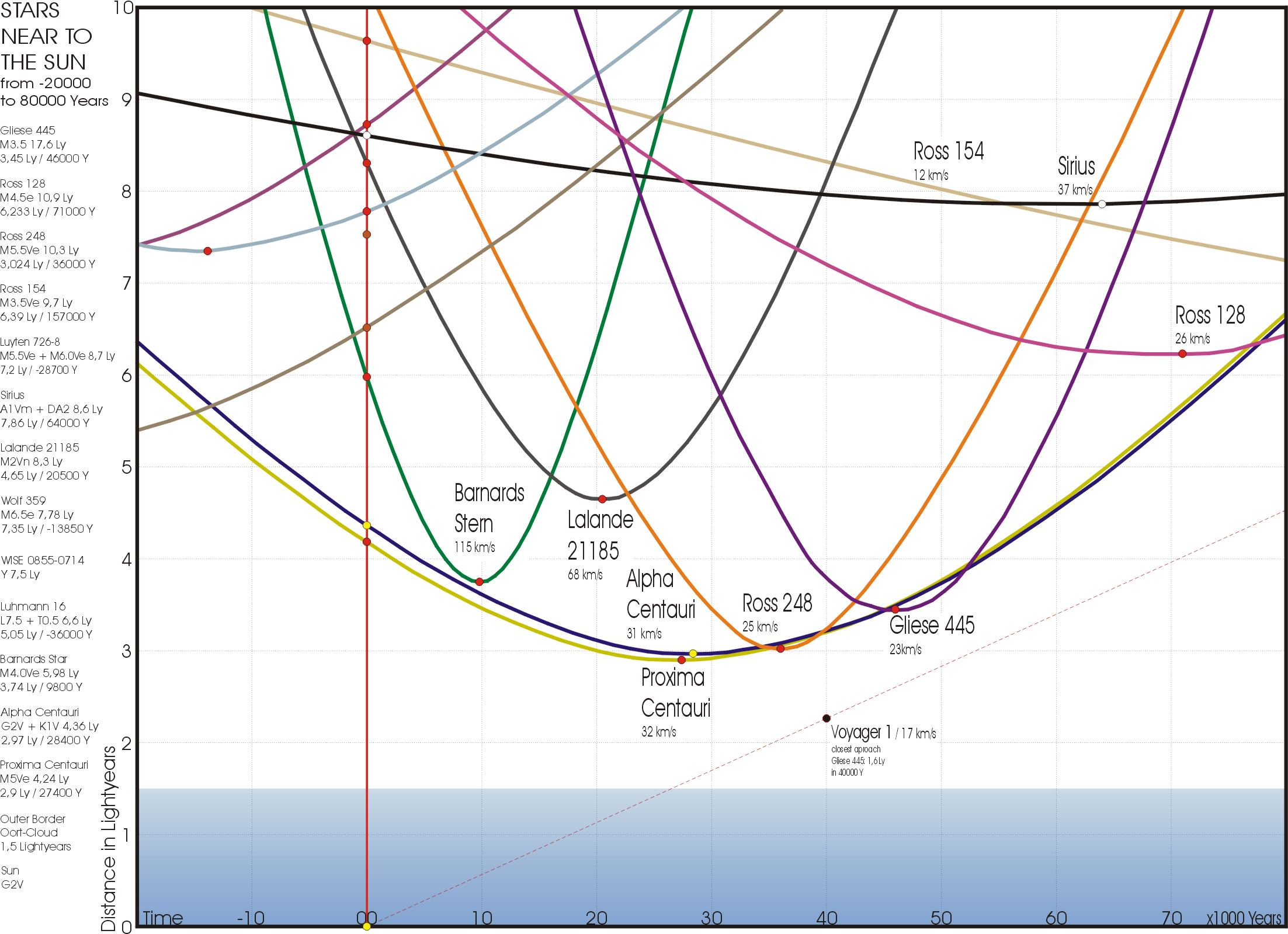
Trong khoảng 50.000 năm nữa, Voyager 1 sẽ ở xa bằng vài ngôi sao gần đó.

Với điều kiện Voyager 1 không va chạm với bất cứ thứ gì và không được thu hồi, tàu thăm dò không gian New Horizons sẽ không bao giờ vượt qua nó, mặc dù được phóng từ Trái Đất với tốc độ cao hơn cả tàu hai vũ trụ Voyager. Tàu vũ trụ Voyager 1 và Voyager 2 đều được hưởng lợi từ nhiều chuyến bay ngang qua các hành tinh khí để tăng vận tốc nhật tâm của nó (2 hành tinh đối với Voyager 1 và 4 hành tinh đối với Voyager 2), trong khi New Horizons chỉ nhận được một lực đẩy như vậy, từ chuyến bay ngang qua Sao Mộc của nó. Tính đến năm 2018, New Horizons đang di chuyển với tốc độ khoảng 14 km/s (8,7 mi/s), chậm hơn 3 km/s (1,9 mi/s) so với Voyager 1 và vẫn đang giảm dần.
Voyager 1 dự kiến sẽ tới đám mây Oort theo lý thuyết trong khoảng 300 năm  và mất khoảng 30.000 năm để đi qua nó. Mặc dù nó không hướng tới bất kỳ ngôi sao cụ thể nào, nhưng trong khoảng 40.000 năm nữa, nó sẽ vượt qua trong vòng 1,6 năm ánh sáng (0,49 parsec) của ngôi sao Gliese 445, hiện đang ở trong chòm sao Lộc Báo và 17,1 năm ánh sáng từ Trái Đất. Ngôi sao đó thường di chuyển về phía Hệ Mặt Trời với tốc độ khoảng 119 km/s (430.000 km/h; 270.000 mph). NASA nói rằng "Các tàu thăm dò Voyager đã được định sẵn—có lẽ là vĩnh viễn—đi lang thang trong Dải Ngân Hà". Trong 300.000 năm nữa, nó sẽ vượt qua ngôi sao M3V TYC 3135-52-1 trong vòng chưa đầy 1 năm ánh sáng.

## Đĩa ghi vàng Voyager

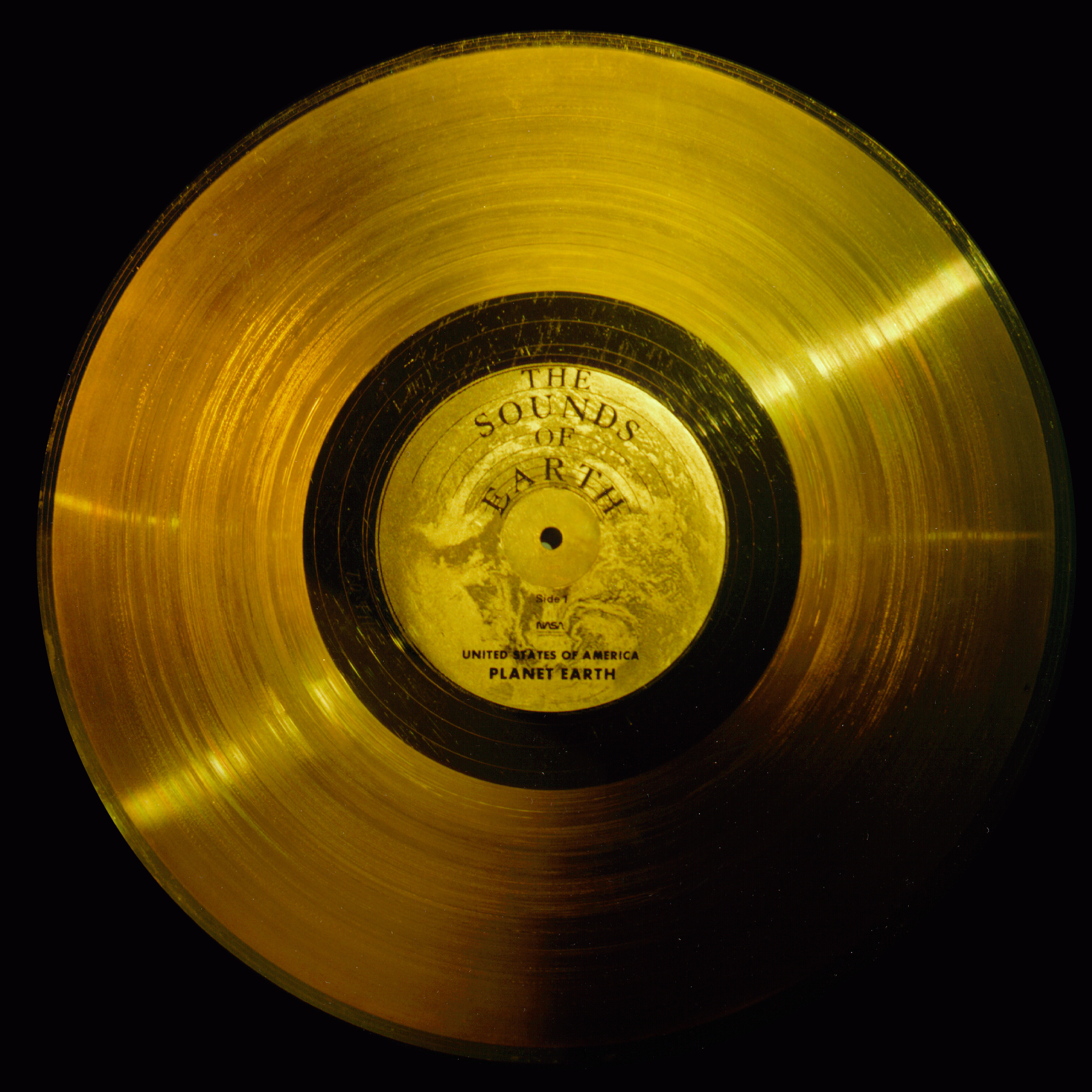

Mỗi tàu thăm dò không gian Voyager mang theo một đĩa than mạ vàng, nếu tàu vũ trụ được tìm thấy bởi các dạng sống thông minh từ các hệ hành tinh khác. Đĩa chứa các bức ảnh về Trái Đất và các dạng sống của nó, một loạt thông tin khoa học, lời chào từ những người như Tổng Thư ký Liên Hợp Quốc và Tổng thống Hoa Kỳ và một bài hát liên khúc, "Âm thanh của Trái Đất, "bao gồm âm thanh của cá voi, tiếng khóc của trẻ sơ sinh, sóng vỗ vào bờ và bộ sưu tập âm nhạc bao gồm các tác phẩm của Wolfgang Amadeus Mozart, Blind Willie Johnson, Chuck Berry và Valya Balkanska. Ngoài ra còn có các tác phẩm kinh điển phương Đông và phương Tây khác cũng như các buổi biểu diễn âm nhạc bản địa khác nhau từ khắp nơi trên thế giới. Bản ghi này cũng chứa lời chào bằng 55 ngôn ngữ khác nhau.